# 市場花園行動
市場花園行動（1944年9月17日至9月25日）是第二次世界大戰期間盟軍發起的一次軍事行動，目的是跨越萊茵河直攻其後方的德國本土，但未能成功。
行動目標是在萊茵河下游建立橋頭堡，以在德國境打出一個長達64英里（103公里）的突出部，開啟盟軍進入德國北部的路線。行動包含兩部份：「市場行動」是由空降部隊攻佔荷蘭境內主要河川上的9座橋樑；「花園行動」則由地面裝甲部隊快速推進，會合攻橋的空降部隊，打通進軍路線。這是史上規模最大的空降作戰。戰略目標在於奪下這些橋樑，讓盟軍得以跨越德國邊境上最後的天險萊茵河，趁德軍立足未穩，儘快結束第二次世界大戰的歐洲戰事。
盟軍第一空降集團軍執行空降，英國第二集團軍執行在地面推進。其中第30軍向中路推進，第八和第九軍側翼掩護。傘兵和滑翔機部隊共約35,000人，空降佔領並據守關鍵橋樑，以待地面部隊開到。陸軍由10個裝甲和摩托化旅組成，兵力約同空降兵人數，沿著兩側都是沖積平原的道路從南面推進，預計於48小時內行進103公里（64 英里）到達橫跨萊茵河的橋樑。守軍約為10萬名德軍。行動之初尚稱成功，盟軍在9月20日攻下位於奈梅亨的瓦爾橋，然而儘管英軍第1空降師堅守萊茵河流經阿納姆的最後一座橋樑，超出預期時長，地面援軍卻無法抵達，終告失敗。德軍對奈梅亨突出部發動反攻，但未能奪回任何盟軍據點。萊茵河天險繼續將盟軍擋在德國本土之外，直至1945年3月，即戰爭接近尾聲時才被盟軍拿下。
這次行動成功奪取了埃因霍溫和奈梅亨等荷蘭城鎮，和一些V-2 火箭發射場，但未能完成最重要的目標：守住阿納姆的萊茵河大橋。英國第一空降師10,000名士兵中，陣亡、失蹤和被俘8,000人，被迫從萊茵河北岸撤退。由於撤退命令下達時，沒有足夠的船隻將所有人送回河對岸，殘留下的士兵大部分遭德軍圍捕，若干英國和波蘭傘兵在荷蘭地下組織的幫助下躲藏，直到1944年10月22日在飛馬行動中獲救。市場花園行動的規劃與執行飽受史家批評。安東尼·比弗說：市場花園行動「從一開始就是個糟糕的計劃，從頂層設計開始就是如此」。

## 行動背景
德軍在1944年6月的諾曼第登陸之役中遭受盟軍重大打擊後，殘存的部隊於8月底沿法國本土一路後撤到低地國家荷蘭，與法國東部。在其北翼的盟軍為伯納德·勞·蒙哥馬利元帥麾下由安特衛普一路推進到比利時北境之英國第21集團軍。轄下加拿大第1軍團沿著海岸線向北掃蕩殘餘德軍，奪回迪耶普、勒阿弗尔和滨海布洛涅等港口。因連番征戰而亟需休整，無法參與重要任務。在德軍防線南端則有奧馬爾·布萊德雷中將所轄之美國第12集團軍，和由考特尼·霍奇斯率領的美國第1軍，各以德國邊境的亞琛為目標，分進合擊。更往南則是雅各布·L·德弗斯麾下美國第6集團軍。該部由法國南部登陸後，也準備攻進德國本土。
9月1日，盟軍最高司令德懷特·D·艾森豪將軍接管地面部隊指揮權，同時繼續擔任最高司令。

## 盟軍後勤補給的問題

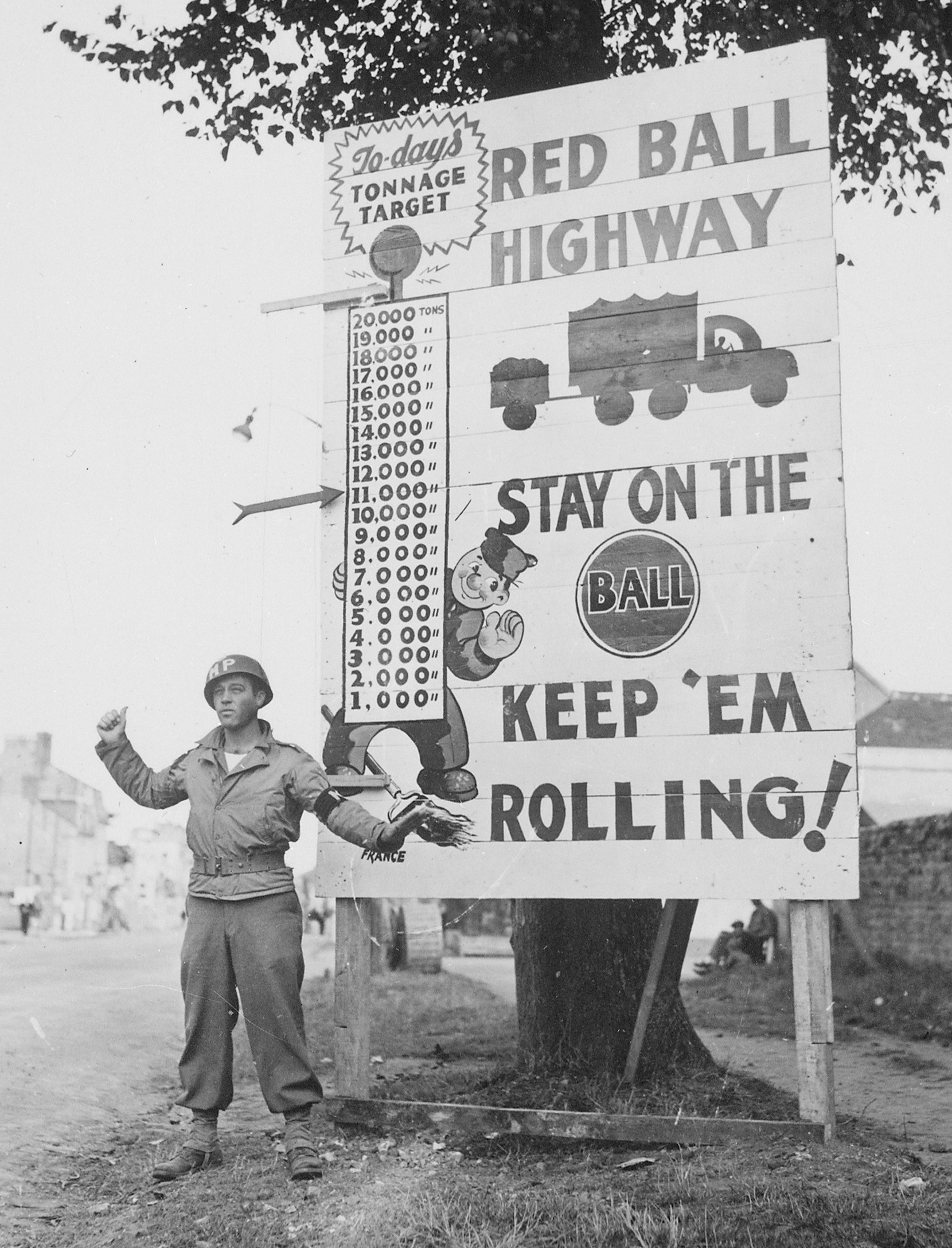
紅球快遞計畫是盟軍用來解決後勤補給問題的方法

盟軍的攻勢在1944年8月底因後勤補給問題而遲滯。攻方的補給倚賴建在諾曼第登陸所攻下的海灘上的臨時碼頭，及位於科唐坦半島北岸的瑟堡深水港。吞吐量大的安特衛普港雖已被英軍攻下，但位於斯海爾德河出海口附近的地區仍受德軍掌控。艾森豪和蒙哥馬利最初都沒有把打通安特衛普港當作首要任務，直到斯凱爾特河戰役結束後的11月28日，安特衛普才有盟軍補給艦泊靠卸貨。位於英吉利海峽沿岸的其他重要港口，如敦克爾克，在1944年8月前也一直掌握在德軍手上。
雖然盟軍在海灘上所建的臨時碼頭運補效率超出預期，補給品源源不絕的進入歐洲大陸，但運輸工具不足終成為後勤補給瓶頸。以瑟堡為例，在1944年9月初，約有超過70,000公噸的補給品堆放在港口，卻沒有足夠的交通工具運往前線。當地的鐵路運輸早在諾曼第戰役期間因德軍阻滯盟軍支援與補給而毀於空襲。諾曼第地區的聯外鐵路直到8月30號才勉強恢復通車。在英軍的1,400輛3噸軍用卡車因引擎活塞故障抛錨之後更是雪上加霜。這些卡車每日運量共約800公噸，原足以完全補給兩個師。為解燃眉之急，三個剛剛抵達歐洲大陸的美軍步兵師（26師、95師、104師）甚至得拆解自己部隊所屬卡車上的零件轉供運補前線的卡車使用。美國第12集團軍的重砲兵部隊在離開塞納河西岸時，也將部隊的卡車讓給前線部隊使用。紅球快遞計畫雖已盡力降低後勤補給問題，但快遞計劃單位本身也消耗補給與燃料。這種非正規運輸方式，仍無法根絕盟軍的後勤運補問題。

## 盟軍將領間的明爭暗鬥

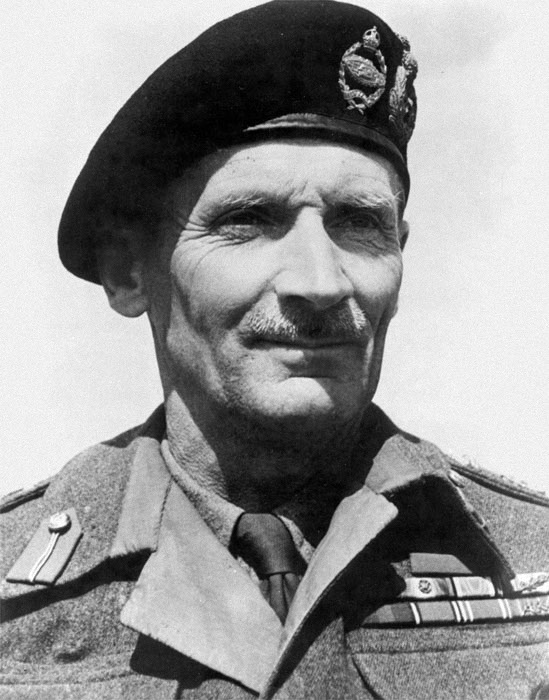
伯納德·勞·蒙哥馬利元帥

盟軍此時的內部矛盾，主要在於究竟是要先解決補給問題（清除安特衛普附近的德軍），還是要取得戰術勝利（徹底摧毀德軍的殘餘勢力）。多數盟軍將領比較希望乘勝追擊，正面攻擊疲憊不堪的德軍。布萊德雷將軍（及其部屬巴頓將軍）此時正和伯納德·勞·蒙哥馬利元帥爭奪有限的補給資源，企圖憑單次決戰就搶先跨過萊茵河進入德國本土。但是這和盟軍歐洲戰場統帥艾森豪將軍在諾曼地登陸前就計畫好的齊頭並進式策略背道而馳。
布萊德雷和巴頓希望可以向東先攻下梅茲，再進入薩爾州的工業地區。這個計划需要突破齊格飛防線，但可避開駐有重兵的萊茵河沿岸。布萊德雷也建議盟軍提高空運量以將物資送往前線，讓前方的推進不受後勤補給所累。
而蒙哥馬利元帥最初的計划稱為彗星行動（Operation Comet），打算以小規模空降部隊於9月7日突襲阿納姆地區的橋樑。該計劃受天氣因素延遲。再加上德軍動向不明，阿納姆的距離也太遠，空降部隊可能陷入孤立無援的窘境，蒙哥馬利最後放棄該計畫，但又隨即提出更具企圖心的計畫，希望大部隊繞過齊格飛防線，由阿納姆到艾瑟爾湖沿岸對德國第15軍團形成合圍之勢。如果計畫成功，連帶可以切斷德軍V-2火箭基地的補給。德方當時正以V-2火箭大規模轟擊倫敦及安特衛普。但此計畫勢將使英國第2軍團遠離美國第1軍團，向北跨越由一片水澤所形成的阻礙，令裝甲部隊必須經由荷蘭低窪地區的狹窄道路往返，既造成補給困難，也限制了裝甲部隊的火力支援。
市場花園行動（Operation Market Garden）最後之所以獲得採用，還牽涉到幾項因素。首先，盟軍空降部隊在諾曼第登陸之後，就被調回英國整補，重編為盟軍第1空降軍團，下轄三個美軍空降師、兩個英軍空降師，以及一個波蘭軍的第1空降旅。盟軍的歐洲戰場統帥艾森豪將軍受到來自美國國內的壓力，催促他儘快讓這批精銳部隊重回前線。盟軍自諾曼第登陸之後曾草擬18個和空降部隊相關的作戰計畫，最後都因為地面部隊推進過快，超過原本預定空降的區域而取消。

市場花園行動的盟軍空降軍
盟軍第1空降軍團
美國101空降師
美國第82空降師
美國第17空降師
英國第1空降師紅魔鬼
英國第6空降師紅魔鬼
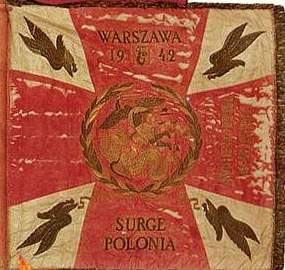
波蘭第1空降旅

其次，蒙哥馬利因作戰計劃不獲艾森豪採用而惱怒不已，言詞激烈到艾森豪回應道：「靜下來，蒙提，你不能這樣跟我說話，我是你上司。」據稱他認為向柏林單刀直入不可接受的原因是：
你是這麼提議—只要我提供你一切所需給養，你就能直抵柏林—直直的（500英里）到柏林？蒙提，你在耍寶，你辦不到。見鬼了[?]...如果你硬是要單刀直入拉得那麼長，就得一個師又一個師的扔著去護住側翼免受攻擊。
儘管如此，艾森豪還是同意了市場花園行動，並在補給方面基於齊頭並進戰略賦予「有限的優先權」，承諾空運和陸運將為蒙哥馬利每天額外運補1000噸，用於市場花園行動。

## 作戰計畫
整個市場花園行動可以分為兩部分：
- 市場行動：指空降部隊的作戰。刘易斯·H·布里尔顿將軍將率領盟軍第一空降軍團進佔萊茵河流域各橋樑，連同附近區域，加以固守。白朗寧將軍統籌戰術指揮。
- 花園行動：以第21集團軍群轄下英國第2軍團為主的地面部隊自比利時向北前進，以布賴恩·霍羅克斯陸軍中將的英國第30軍為先鋒部隊。

### 戰場地形
在英國第30軍的駐地與其攻擊目標萊茵河北岸之間，有八道障礙，包括數條主要河川及三條運河。整個市場花園行動的目標就是同時攻下橫跨這些水域的橋樑。有些跨越小河川的橋樑即使久攻不下，也可以由30軍的工兵部隊搭設便橋通行。但在主要的河流上，例如奈梅亨附近的瓦爾河，或是阿納姆附近的萊茵河，就無法用這種方式強行通過。
預定用於行軍路線的69號雙線道高速公路（後來被稱為「地獄公路」）大體上略高於荷蘭的低窪地區，而公路兩旁某些地區的地面則過於鬆軟，不利軍用車輛通行。
在美軍第82空降師預定著陸的地域上，有一座標高約90公尺的小丘陵，盟軍認為攻下這座丘陵是確保69號公路通行的關鍵。

### 市場行動

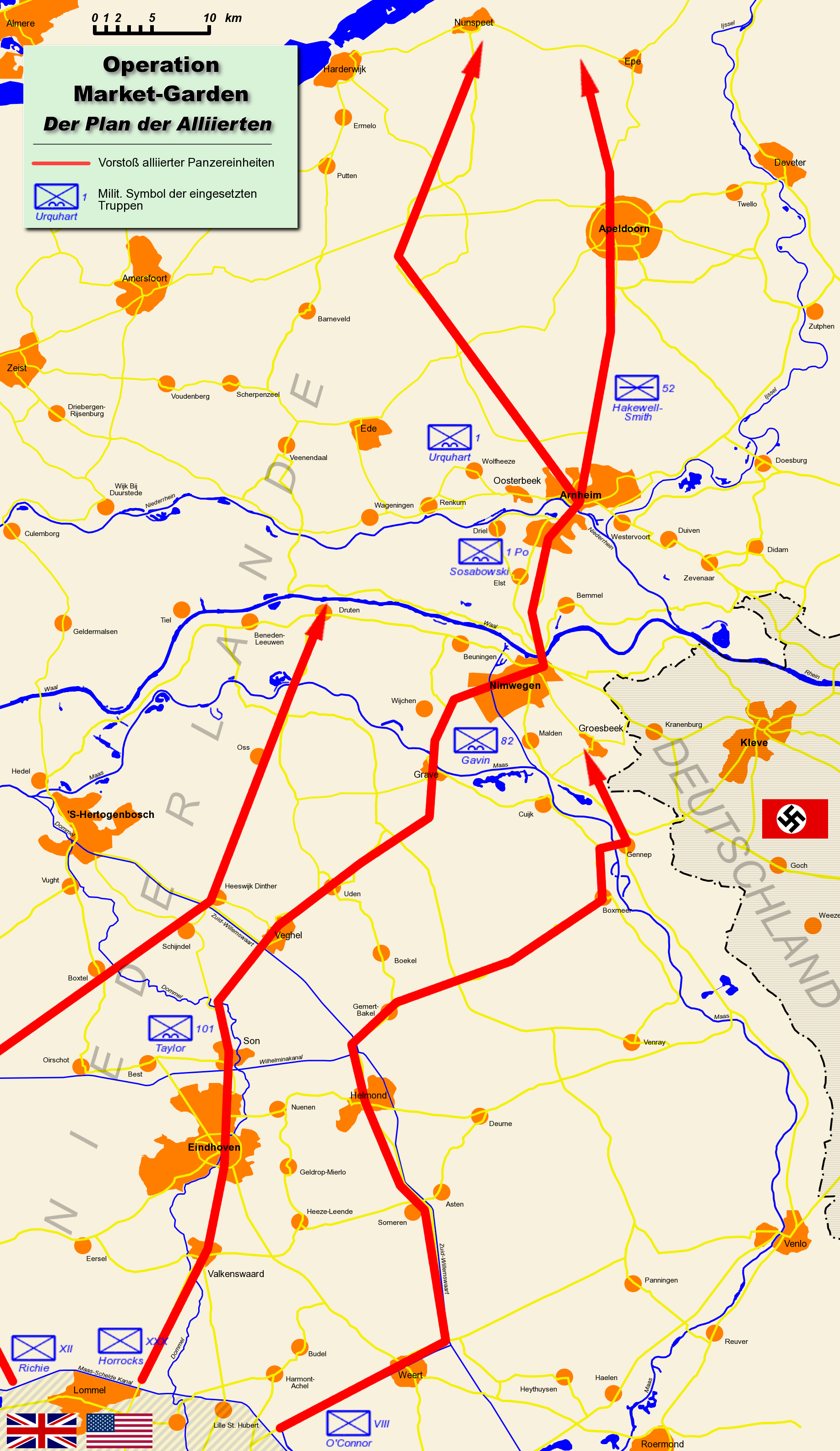
市場花園行動中盟軍作戰計劃圖

參與「市場行動」的空降部隊為盟軍第1空降軍團的四個空降師，外加一個空降旅，分別是马克斯维尔·D·泰勒少將領導的美軍第101空降师，預定降落在英國第30軍的北方，負責佔領位於恩荷芬西北方的松和布勒赫爾以及費赫爾的橋樑；而由占士·M·加文准將率領的美軍第82空降師在英國第30軍的東北方著陸，攻擊赫拉佛以及奈梅亨大橋；由羅伊·烏奎特少將率領的英國第1空降師，以及波蘭獨立傘兵第一旅，則降落在第30軍北進的終點─阿納姆，距離攻擊發起線最遠；英軍第1空降師必須占領位於阿納姆的公路橋樑及歐斯特貝克的鐵路橋樑。第52低地步兵師將於行動開始後第五日飛往預計已被奪下的迪倫機場。
因為英軍希望參與歐洲戰場的所有空降部隊納入統一的指揮體系。經艾森豪將軍於6月20日同意後，盟軍於當年的8月16日成立第1空降軍團。當時英軍強烈暗示該聯合空降軍團應由英方主導統轄，甚至特別指名由英國皇家陸軍布朗寧中將擔任部隊指揮官。但是這個聯合空降軍團內的兩大骨幹：傘兵部隊以及空中運輸單位，均以美軍為主，所以艾森豪將軍最後還是選擇了來自美國陸軍航空軍的劉易斯·H·布里爾頓中將出任軍團司令。布里爾頓雖然缺乏空降作戰的經驗，但他過去曾在數個不同區域的陸軍航空軍部隊擔任過指揮官，最近則服役於美軍第9航空隊，因此艾森豪認為他夠格指揮聯合空降軍團內第9空運司令部。

### 花園行動
「花園行動」主要是由英國第30軍及英國裝甲兵精銳組成的英軍禁衛裝甲師任先鋒，英軍第43步兵師與第50步兵師任預備隊。上述英國軍隊原先計畫在攻擊發首日與美軍101空降師在佔領區南方會師，第二天再會合美軍第82空降師，最遲在第四天再與英軍第一空降師會合。英國第30軍也會視乎情況，率同幾個步兵師援助上述盟軍空降部隊所在佔領區，協同防範預計之內的德軍反攻，甚至在情況更糟時，救出被包圍的盟軍空降部隊。
在缺乏支援下，盟軍傘兵被德軍武裝親衛隊的坦克重重包圍（其實是已經沒有燃料的戰車，用以掩護後方的砲兵部隊實施射擊）。德軍首次將砲兵分開運用就獲得重大戰果。盟軍傘兵在缺乏足夠的「反坦克武器」以對抗德軍裝甲兵下，艱苦作戰四天，度日如年。但盟軍司令部高層未明實情，還誤以為傘兵空降當下就已肅清了當地德軍。德國第15軍團大部後撤之後又繼續反攻至加拿大部隊正面，而且還有盟軍始料未及的大批德軍裝甲部隊支援作戰。英國第30軍估計錯誤，本以為沿著「69號高速公路」北攻只會遭遇小股德軍及少量坦克抵抗，但應戰的竟有數百輛德軍坦克。德軍同時還乘著裝甲運兵車及大卡車日夜兼程急行60英哩（等於100公里）反攻，意圖堵上在德軍南方的英國第2軍團，及在德軍在北方阿納姆防線上被盟軍打開的缺口，然後圍殲盟軍降落此地的所有傘兵。

### 德軍兵力部署
在諾曼地登陸之後，德軍七八兩月間的連串潰敗令盟軍誤判：當地德軍已無力組織部隊進行有效反擊。但實際狀況與盟軍所估不同：Scheldt所領導的德國第15軍團原被認為已遭英國第21集團軍掃蕩或截斷，實際上卻已由德國補充了86,000員兵力及600門88戰防炮，埋伏在俗稱「加萊走廊」（Pas de Calais）的入德必經之路上。
已不被希特勒所信任的德軍元帥格特·馮·倫德施泰特於九月初又起復為德國西歐戰場總司令，指揮原先的德國B集團軍司令瓦爾特·莫德爾元帥。他根據德軍間諜所搜集到的情報判定：盟軍將有60個步兵師來襲。格特·馮·倫德施泰特據此制訂作戰計劃，以痛擊敵軍。

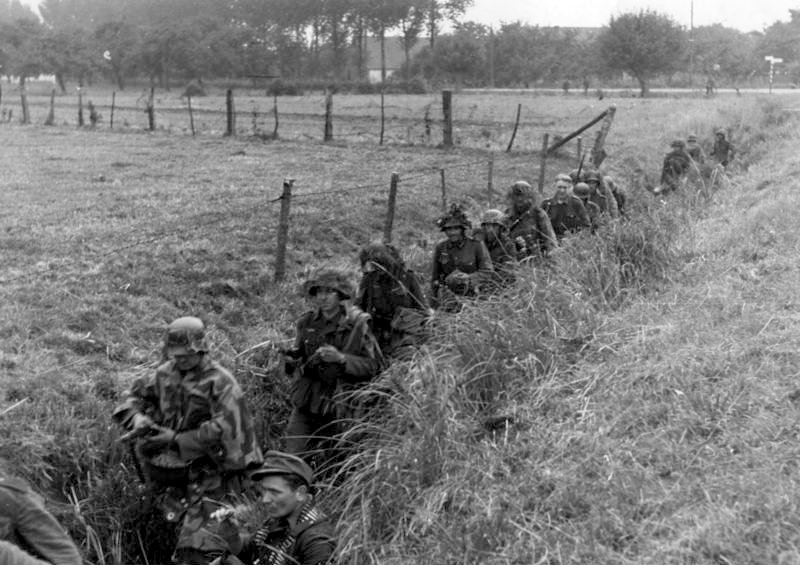
在阿納姆駐守的德軍士兵

德軍傘兵首倡者國防軍上將克特·司徒登，時人尊稱為「德國首名傘兵」，連同當時閒置在德國境內的僅存傘兵3000名，此時都收到徵召令，似乎就是德國開始動用的第一支後備部隊。比利時的阿爾伯特運河接近荷蘭國界，正是盟軍速攻柏林所須經過的最快捷徑。莫德爾元帥稱此為：「新德國防線」。可是到此佈防的3,000名德國傘兵全都著慌了，他們所看到的是空無一人、空無一物，連最基本的壕溝與防禦工事都欠缺。3,000位德國傘兵沿運河南岸發瘋似的日夜趕築防禦工事，還不得不揹負破壞大橋古蹟的罪名，炸掉數條通往首都柏林的橋樑以阻滯敵軍攻勢。堤防天然向北傾斜，令構工更加辛苦。克特·司徒登在戰後所寫的回憶錄中，感念當時傘兵弟兄所展現出的毅力、效率，及驚人準確性下的愛國表現。
德軍中將京特·齊爾率德軍第85步兵師殘部，在荷蘭境內的數座橋樑邊構建數個收容所般的陣地。他還須糾合幾個被打散的不同單位，聽令司徒登組織新防線作戰。德軍第719步兵師此時也加入防線。
巧合（或不巧）的是，數支德軍裝甲部隊大軍在9月4日開往阿納姆地區。倫德施泰特元帥與麾下幾位將軍們看法一致相同，盟軍統帥艾森豪會准許其愛將──巴頓率裝甲部隊提前攻擊德軍。倫德施泰特在擔任德軍西戰場總司令的最後幾道命令之一，就是令部下莫德爾元帥調動由威廉·比特里希中將所統領的武裝親衛隊第2裝甲軍轄下親衛隊第9師與親衛隊第10師轉進到「安全地區」休息整補。莫德爾元帥所選擇的所謂「安全地區」，正是接近司令部旁的阿納姆市郊──也就是盟軍預定空降場附近（武裝親衛隊第9霍亨斯陶芬裝甲師在阿納姆市以北，第10弗倫茨堡裝甲師在略遠離市區東方9英里（15公里）處。
兩個武裝親衛隊坦克師此時戰力低下，總人數不足7,000人，兵力勉強接近1個師。面臨即將到來的戰鬥，他們的坦克還是接收自抵禦諾曼地登陸後敗退下來殘餘裝備。武裝親衛隊第9裝甲師甚至沒有坦克，連此師在Dieren地區的炮兵群都沒有任何堪用的火炮。至於駐守在聚特芬與雷登市的武裝親衛隊第19及20裝甲擲彈兵團，也沒有坦克。即便如此，由於上述武裝親衛隊部隊恰好留駐在阿纳姆市郊，意謂他們將在3000名德軍傘兵助戰下，以少數堪用的坦克、履帶裝甲車與衝鋒槍合攻英軍傘兵。

## 遭遇的問題
『敵我裝甲部隊是否可用』向來攸關戰局：因為參謀作業一向著重在氣候變化影響、坦克部隊群配置所在、與後勤再整補等因素再作決定。德軍得天時的防守佈署，終使9月17日這唯一的傘降日成為英軍戰史上一大災難日。英軍與其他友軍聯絡不暢。在這場戰役裡，孤軍作戰的英軍第1空降師與盟軍各方司令部失聯最久。空降後，人員及物資將無地面部隊接應，反倒需依行程表由南向北優先支援英國第30軍推進。但空降在阿納姆市除遭遇出乎意料之外的反擊外，還需在有限時間內脫離在當地纏鬥的德軍，向北方推進以支援友軍作戰，情勢非常不利。
美軍第82空降師師長蓋文將軍早已質疑這項謀略可行性，他在日記裡寫道：「這計劃太草率了，如果我真能貫穿德軍防線，到達北方，那真算我好運。」他也非常不滿英軍第一空降軍中將軍長白朗寧。蓋文又寫道：「......白朗寧軍長無疑缺乏作戰經驗卻又不肯承認，硬充好漢......他們的師部參謀思想太膚淺......為何英軍作戰常常犯錯？......問題至今越發嚴重，他們的部隊指揮官缺乏對戰役的全盤瞭解，從未決心整頓留存的問題，怕苦畏難。」

## 經過

### 作戰第一天：1944年9月17日（星期日）

#### 初期的勝利

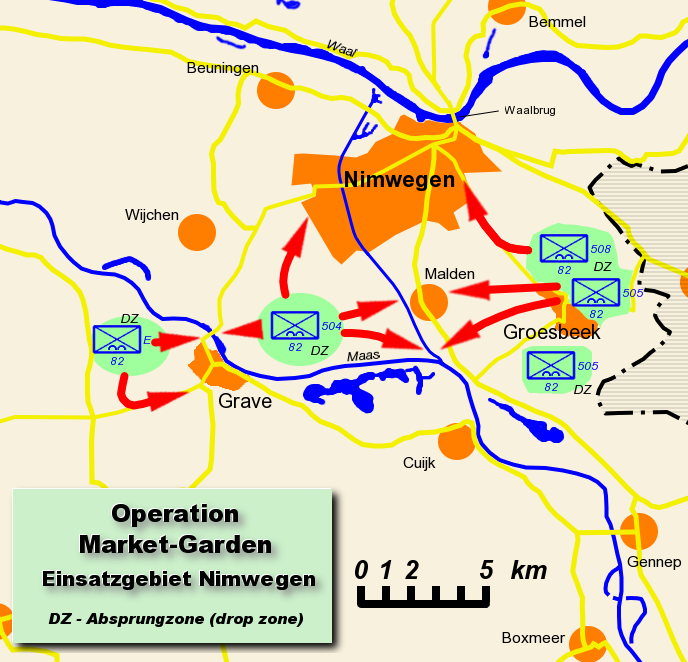
奈梅亨附近空降的盟軍

在市場花園行動開始時，盟軍取得若干战果。在首輪空降行動中，所有盟軍几乎都在預定空降區域安全着陸。第82空降師百分之八十九的士兵在預定區域1,000米範圍內着陸，百分之八十四的滑翔機在預定區域1,000米範圍內着陸，與之前數次晚間空降行動中傘兵分降在19公里（12英哩）範圍大為不同。此次敵軍飛機及高射炮火的攻擊較弱，有人形容德軍的高射砲火猛烈但不準確。
在南面的第101空降師顺利攻佔了5座橋樑中的4座，只遭遇到少量抵抗。在遭遇德軍88毫米高射炮和機關槍猛烈反擊下，又順利攻佔阿河上的橋樑。101空降師少量單位在向阿河南面推進時，遭到德軍第59步兵師抵抗。该部为德國第15軍團轄下的單位，因英國第30軍失於封鎖，這支部隊得以橫過南貝弗蘭德地峽出現在此。

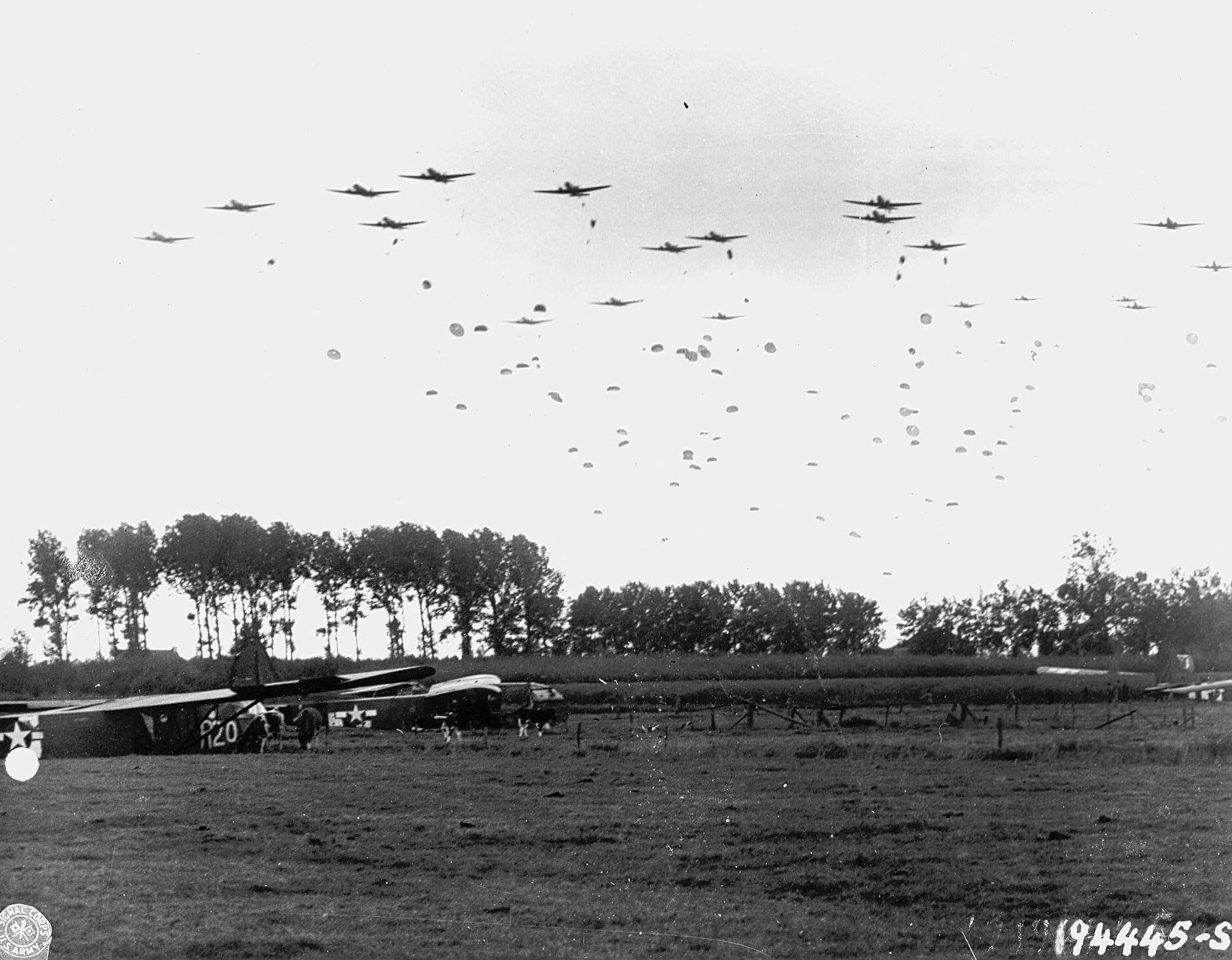
第82空降師於市場花園行動中在荷蘭格雷夫附近空降

第82空降師在北面空降，以少量傘兵攻佔格雷夫附近的一座橋樑，另一座橫跨黙茲-瓦爾運河的枢纽橋樑亦一併佔領，從此处可進窺侯門。該師的主力則攻佔格羅斯比克高速公路，設立了封鎖線，以防德軍裝甲部隊從附近的芮斯華森林（德國接近邊境的一座森林）发动攻击，同時阻止德軍炮火觀察員俯瞰高速公路，這是該師的首要目標。第508傘兵旅的目標是占领600米長的奈梅亨高速公路橋，那里只有12名德軍驻守。但該旅却因通訊問題而遲至當晚进攻，时當武裝親衛隊第9裝甲巡邏營到達，第508傘兵旅只好暫時後退。
夺取这座桥至关重要，因为奈梅亨及阿納姆的大橋橫跨萊茵河两條支流，因此在這兩處架設浮橋非常困難。如果未能攻佔并據守，英國第30軍推進將會受阻，市場花園行動也會因之失敗。

#### 英軍傘降

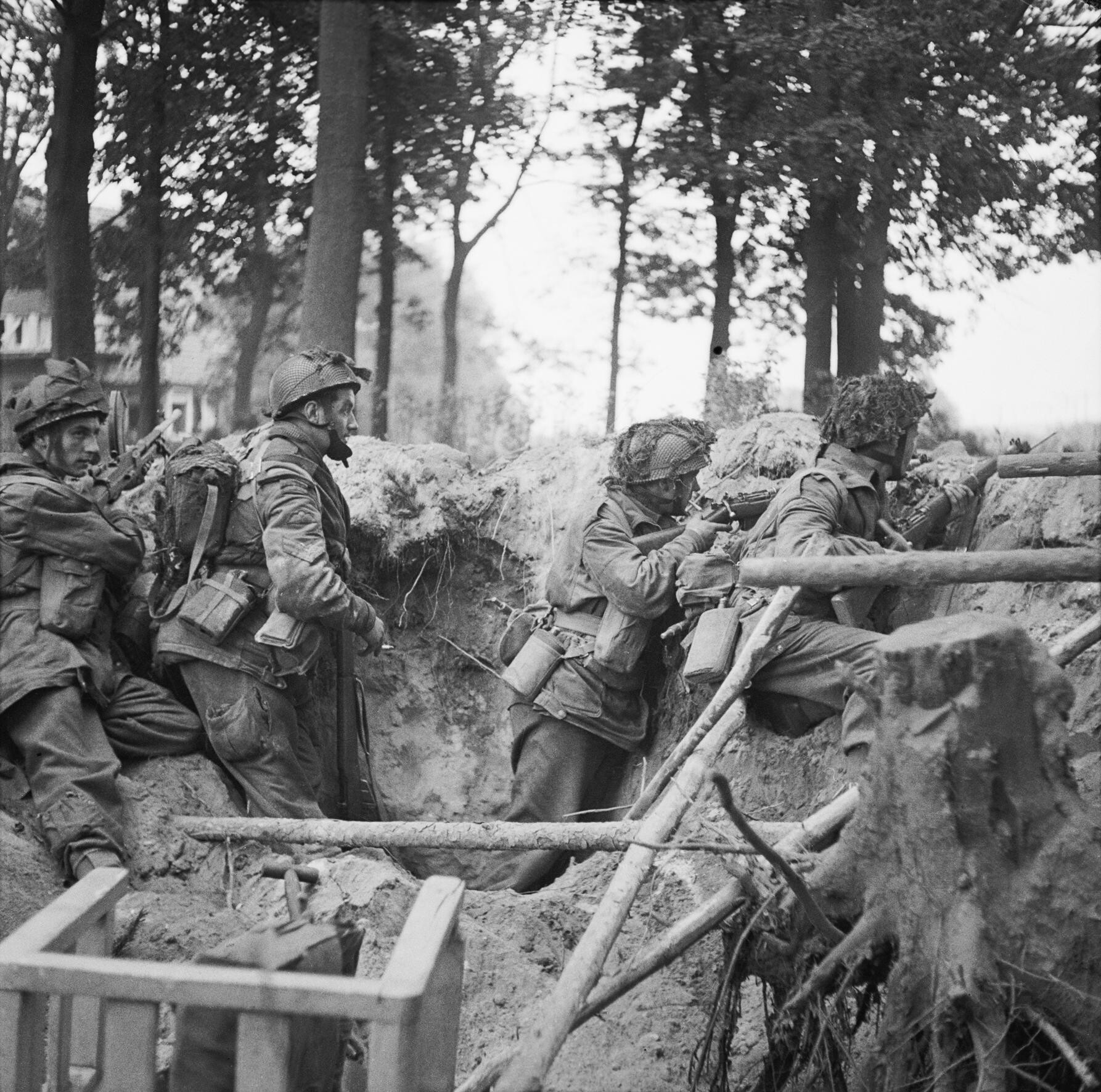
在阿納姆戰役作戰的英軍第1空降旅第一傘兵營

英軍第一空降師於13:30著陸後沒什麼大礙，但是當初草率謀劃所衍生的問題馬上浮現。第一波空降的傘兵，一半兵力（第一空降旅）須急行軍到橋邊，另一半兵力（第二旅）須留守投落區一晚至第二天早上，以待第二波空降部隊在此降落。這意味著第一空降師只有半數兵力進攻主目標阿納姆大橋。乘坐吉普車的第一空降旅直屬偵察隊直趨大橋後，還須等候徒步行軍的旅上其他單位前來增援。更糟的是第一旅主力還走不到幾步路，德軍就出現了，並開始猛烈反擊。第一旅受困於半途，無法抵達橋邊。
攸關大局的噩運此時發生了影響：因為早上延誤這5個鐘頭，沒到達橋邊，導致英軍被圍。在阿納姆市的武裝親衛隊第9裝甲師之「裝甲巡邏營」已通過阿納姆市橋，向奈梅迄與瓦爾河橋前進。沒有任何英軍傘兵依原訂計劃守橋，以阻擋這支部隊前進。
第一空降旅有三個營，其中兩個發現自己竟被小股「德軍訓練單位營」迅速組成的防線所遏阻，進不了阿納姆市橋。僅第2營營長約翰福洛斯特中校領軍突破德軍防衛，向南大幅前進，發現沿路無德軍阻撓。他們在傍晚抵達「阿納姆市橋」，並在橋北佈防。在第一旅其他各營中，第三營只走到路程一半路就已天黑，只得就地紮營過夜，但其後衛部隊此時遭到德軍突襲。被德軍一分為二的第一營此時也在奮戰，入夜後還繼續夜戰。經幾次你爭我奪的反覆戰鬥後，終能略為向前移動。第一空降旅試圖奪佔阿納姆市橋南德軍陣地，但失敗兩次，盟軍只控制住橋的北端。

#### 通信故障

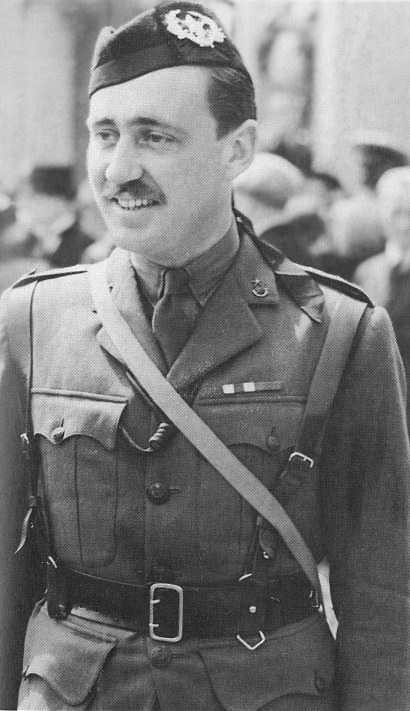
約翰福洛斯特中校。1942 年二月率領一個英軍連空降突擊 Bruneval 雷達站成功，受勳軍功十字勳章，著『凱麥隆人』蘇格蘭步槍團軍裝拍攝此照。

尽管在行动之前就已预计将有部分通信會出现问题，毕竟空投区域和大桥之间足足距离8英里（13公里）左右，而部队携带的22型无线电通信机的可靠通信范围大约只有5英里（8公里）左右。但此次战役中，英军所携带的22型无线电通信机竟出人意料的全數失效，仅有一小部分通信机可在几百码内接收到信号，剩下的则完全收不到一丁点信号。此战之后，对此次灾难性通信故障的起因进行了多方面的调查，并得出了许多结论来解释英军第一空降师此战中的通信失效。后来，在采用22型通信机再度进行实地测试时发现，原因可能是该地区所蕴藏的大量铁矿石所致。不过也有人提出，可能是因为计划多次更改，使空降部队多次在进入准备行动状态后又取消行动（在一周间内多达12次以上），导致通信机上的电池多次在完全充电后又没有完全放電，從而导致电池故障。
英军第一空降师在空降后，各单位之间的通信也出现严重问题，德军趁机加强防禦，并获得增援。这可能是因为，在此次行动中，英军第一空降师分配到的无线电通信频段很接近英国一个广播电台所用，因而引起干扰。而且，同行的美军部队所携带的VHF甚高频通信设备也被预先设置成使用一个无效频段，从而也没有发挥应有的作用。尽管他们试图重新调整设备，並试图恢复联系，但不幸的是，该设备在战斗开始不久后，就毁於德军迫击炮。在地上的第一空降师，与负责地面支援的皇家空军战斗轰炸机部队之间，联系就此完全中断。而战斗轰炸机部队的飞行员们也收到了命令，不准贸然对该地区的地面目标进行攻击，因为在空降区内根本几乎无法进行敌我识别。

#### 第30軍進攻
霍羅克斯中將等到他能確定傘兵部隊已經著陸後才領軍作戰，而這支傘兵原本被通知無需戰鬥。英國第30軍直到下午2時35分才開始進攻。沒多久後，路上到處都是配備著反坦克炮的步兵深入敵境。第30軍已經延遲幾個小時作戰。英軍禁衛裝甲師的部份坦克失聯。在夜幕低垂的17時，他們行軍9哩（15公里）來到恩荷芬南邊時，已經落後原進度。就一般戰法而言，坦克入夜後原應就地紮營，少有移動。可是英國第21集團軍曾在諾曼地登陸作戰中的總計行動內歷經幾次夜戰，此時竟不同於以往的拒絕夜戰。愛爾蘭禁衛軍司令官肖恩·康納利陸軍上校被上級禁衛裝甲師參謀長催促著說：「把握時間......因為這座橋仍未攻下」。事實上，該橋已經失守，英軍加速後撤。所以第30軍在替換「後勤指揮」後繼續發動攻勢。

#### 德軍反攻
德軍方面此時已經很快就弄清楚出了什麼大事。莫德爾元帥剛開始還不清楚英軍傘兵在哪裡跳傘著陸，中途才發現英軍傘兵想抓他。他發狂似地連換幾個司令部，確認安全後才開始全力指揮作戰。與此同時，武裝親衛隊第2裝甲軍司令畢屈克中將逐漸弄清楚情勢，迅速派出第9裝甲師巡邏團到奈梅亨橋增強防務。到夜半，莫德爾已經搜集到英軍守橋陣地位置的照片，並頒獎授勳給成功守下阿納姆大橋的德軍。阿納姆市的盟軍傘兵已被德軍盯住。盟軍原本想藉由傘兵突襲造成前線大推進，因為德軍的警覺，此項戰略優勢已經消失。

### 作戰第二天：1944年9月18日（星期一）
盟軍的氣象預測正確預料到，英格蘭在9月18日早上被霧籠罩。第二批傘兵因此延後3小時才出發。但是在荷蘭戰場南方，厚低雲層開始漫延，並遮天蔽日一整天，困擾盟軍空降增援，與補充軍事物資（接下來的8天裡，有7天是壞天氣，導致22日與24日的空投作業都被取消。）

#### 英軍第1空降師空降戰區

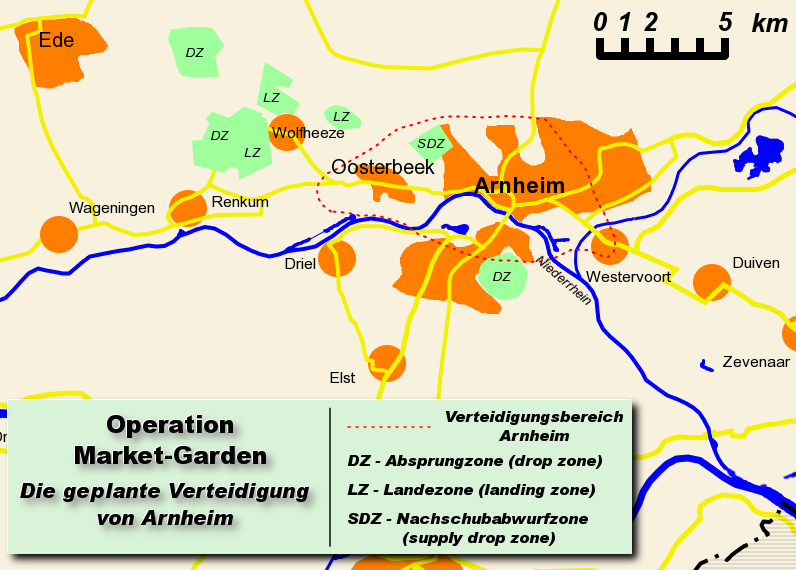
英軍傘兵降落在阿納姆市

黎明時，英軍第1、第3空降營搶著向阿納姆橋方向挺進，但在前進路上屢屢遭遇小股德軍。直到上午，兩個空降營還拖著沉重軍援物資與埋伏在前方的德軍戰鬥。德軍的戰術是，拉長盟軍隊伍以便從中切斷，拖延作戰時間，再逐一消滅。
武裝親衛隊第9裝甲師在前一天派往南方奈梅亨助戰的巡邏營，意識到應先包圍阿納姆市英軍，於是在當天黎明又折返阿納姆。德軍雖發現阿納姆大橋北端有英軍，卻仍試圖強行通過，遭英軍擊退。德軍損失慘重，武裝親衛隊上尉營長彼得·格雷布內爾陣亡。
到18日這一天結束，英軍空降第1旅的第一及第三營都已經攻抵阿納姆，但這兩個延誤會合的營仍然散佈在阿納姆市一英哩範圍內。市內僅剩原編制六分之一的士兵，約200名，大部份軍官與士官都已傷亡或被俘。第二批空降則因濃霧而延誤，且在傘降區遭遇強大火力攻擊，但仍保持完整戰力。英軍第4空降旅（旅長是約翰·溫斯羅普·海克特爵士准將）包括第10營、11營、156營，與英軍第2南斯塔福團的C、D兩個連的兵力。

#### 美軍第82空降師駐防區
已經作出最佳防禦反擊戰的德軍乘勝追擊，欲奪回美軍第82空降師在奈梅亨市東邊格羅斯必克高地的制高點陣地，美軍第505傘兵團奮勇迎戰，在Horst, Grafwegen,及Riethorst三個鄉鎮擊退來犯德軍。當天黎明，德軍再度發動反攻，突擊美軍看守下的空降場。因為第二批盟軍預定在午後13時在此降落，防守的美軍第508傘兵團於下午1時10分與德軍戰鬥，2時止趕跑德軍，俘獲德軍16尊高射炮，及149名兵員。因氣候不佳而延遲出兵的美軍，陰錯陽差遲到至15:30才空降，未遭德軍攻擊。這次空投有319營、320營、與456營等三個野戰炮兵營，以及一個醫療兵營。20分鐘後，135架美軍B-24轟炸機群冒險低飛至僅300英尺（100米）高度空投物資，有80%被美軍接收到。

#### 美軍第101空降師駐防區

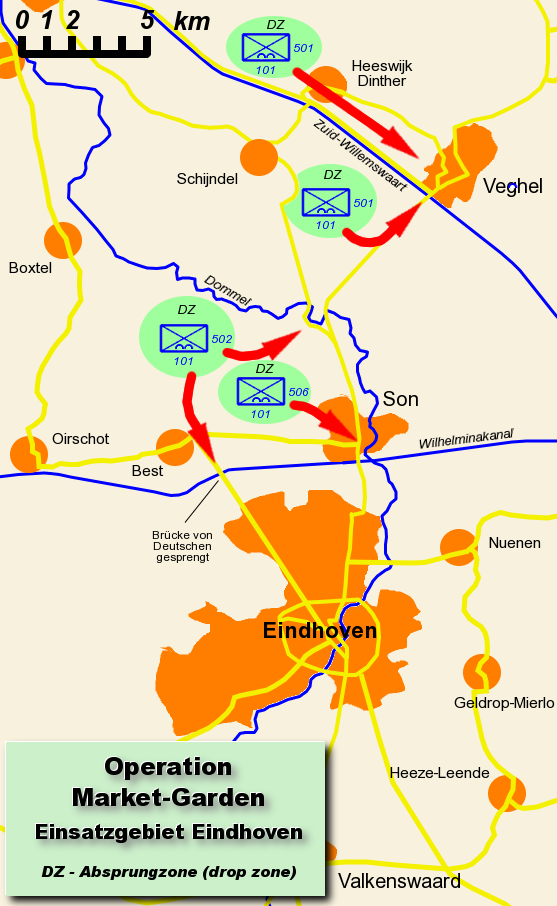
美軍空降區接近恩荷芬

為應對索恩橋的失守，第101空降師轉攻位於索恩橋數哩外的類似目標貝斯特鎮橋，行動也告失敗。美軍101師分兵持續南進，並幾乎到達恩荷芬市北端。中午時，第101空降師與向北進攻的英國第30軍前鋒會合。下午4時，兩軍主力藉由「PRC-77」機進行無線電通訊，相約向南至索恩橋，並請求第30軍把架橋工兵一併帶到前線河邊。第30軍繞過恩荷芬市，並在桑鎮南方紮營，等待英軍皇家工兵群前來架設「倍力橋」渡河。
兩天光陰將盡，英國第30軍落後原作戰進度，阿納姆橋與奈梅亨橋仍在德軍掌控中。

### 作戰第三天：1944年9月19日（星期二）

#### 阿納姆市
黎明，英軍第1空降旅率第1空降營朝阿納姆大橋南端發動三天來的第三次攻勢。空降第3營殘軍會同英軍第2南斯塔福團的C、D二個連兵力，共同掩護主攻的英軍第1空降旅左翼，空降第11營為上述部隊後衛。戰況漸趨明朗，因為德軍火力旺盛，英軍第1空降營攻勢越來越遲緩不順。在英軍攻至橋中空曠地時，德軍以重武器火炮自三面射擊英軍。英軍第1空降營幾近全殲，空降第三營立即補上，但原該接應第三營的英軍第2南斯塔福團C、D兩連卻被德軍炮火切斷。兩連奮戰至中午，兵力僅存150人。空降第11營因參與戰鬥兵員不多，仍保有多數兵力。該部試圖於午後奪佔高地，以便用炮火壓制南岸德軍，卻在登高過程曝露行蹤，也遭德軍攻擊導致傷亡。在第三次奪橋失敗後，上述四個英軍傘兵營（2,000兵）僅剩500餘殘兵，收縮集中兵力退至離橋北三英哩外歐斯特貝克村。
坐鎮指揮部的英軍第2空降營則仍有600餘官兵，全都掩蔽在北岸接近橋邊的堅固樓房裡，不易為對岸炮火射中。德國步兵當日的血腥攻擊逼退英軍，但也不得不承認：不可能光憑這樣就嚇跑仍躲在北岸堅固防禦工事與民宅內的其餘英國傘兵。所以德軍接著以迫擊砲、大炮及坦克群猛轟對岸工事與房宅內這600名英軍。德軍有序的逐一轟垮每座民宅，當英軍傘兵不得不衝出外面戰鬥時，就遭德軍步兵狙擊。可是第2空降營硬是不退。

#### 歐斯特貝克

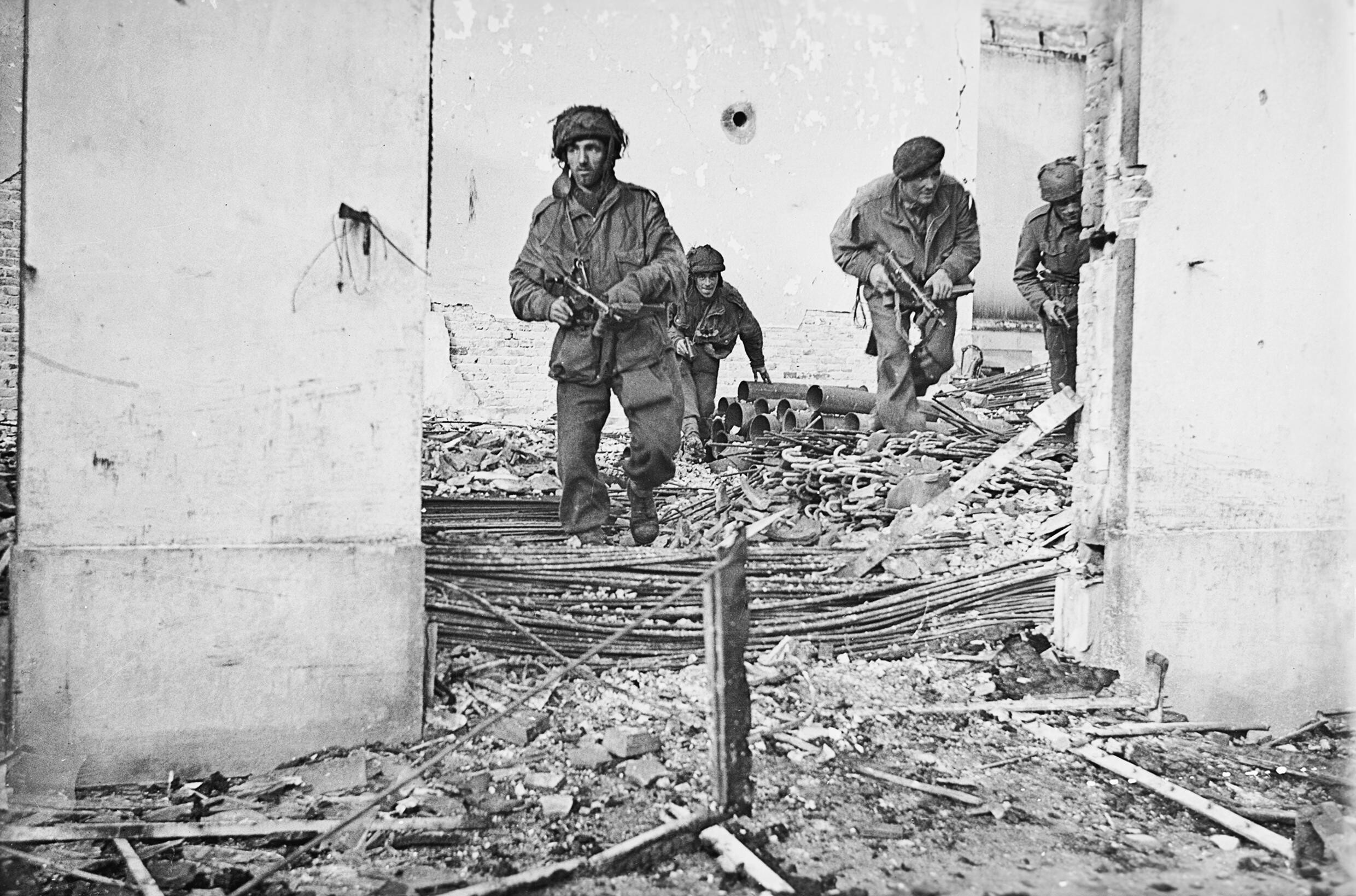
歐斯特貝克的英軍傘兵

在歐斯特貝克村北，英軍第4空降旅在奉師部命令試圖由此突破德軍防線。但因通訊困難與缺乏重武器而落敗。英軍第1空降師此時所部星散，並已經受到來自四面八方的德軍猛攻，早已失去全體作戰的能力，更無力援助福洛斯特准將的第1旅。全師殘兵試圖於歐斯特貝克村集結，以形成口袋形作戰陣地，並在萊茵河北岸構建橋頭堡。

#### 奈梅亨
早上08:20，美軍第82師504傘兵團，與第30軍在格雷夫鎮會師，使第504傘兵團有能力負擔更多作戰任務，並讓第3空降營擔任師部後備增援兵力。19日下午，兩部隊已經來到奈梅亨市。依原計劃，他們現在應該是在阿納姆市與英軍會師。到達奈梅亨市橋邊的兩連先頭部隊，分屬於英軍禁衛裝甲師與第505傘兵團第2空降營。他們攻到離橋400米處，與德軍激戰直到半夜。美軍第504傘兵團第3營更早時曾再度攻擊橋南德軍，後又跑到距離橋南端一哩外，企圖以數艘橡皮艇渡河，滲入北岸德軍側翼。部隊一直等到傍晚，船艇還不到，才放棄攻下橋北。第30軍一度曾經攻佔此橋卻又失敗。
空中補給此時再次來到。英軍冷川禁衛團的第1營、第5營增援美軍第82空降師向北進攻，但是35架C-47運輸機空投的60批軍用包裹卻大部份掉進山裡，導致美軍沒收到。

#### 維伊肯
早上09:50，美軍第504傘兵團挺至北方維伊肯，攻擊德軍堅守的Edith橋南端。經一番惡戰後，被美軍攻佔。再攻第二座維伊肯橋南端，也是在德軍激烈反擊下成功佔領。

#### 恩荷芬-菲豪
在美軍第82空降師南方，美軍第101空降師當天早上與反擊的纏鬥。快到下午2時，英軍坦克群及時出現，攻擊兇惡德軍的後方，德軍這才投降。接著，一小股德軍連同豹式坦克來到桑鎮，攻擊美軍工兵架設的「倍力橋」，剛著陸不久的美軍傘兵立刻以反坦克炮擊敗德軍坦克，並攻佔桑鎮橋。美軍第101空降師正在攻佔Best鎮的半路上。

### 作戰第四天：1944年9月20日（星期三）

#### 阿納姆大橋
第1空降旅2營營長約翰福洛斯特中校繼續堅守阿納姆大橋，並於中午時拉上電話線聯絡上「師部」，這才知道師部已經無法拯救他們第1旅，而英國第30軍受阻於奈梅亨橋南，還在奮戰中。下午，阿納姆大橋附近英軍傷亡激增，越來越虛弱，陣地持續縮小，缺乏彈藥補充，特別是反坦克武器炮彈。整个阵地都在德軍射程範圍內，被越來越密集的德軍坦克炮彈不斷炸毀。英軍缺乏食物、藥物、飲水。許多建築被德軍击毁後倒塌，活埋了不少躲在里面的英軍官兵。英軍不得不重視这一房屋倒塌的危險，要求停戰2小時以撤出傷員（包括營長）。約翰·福洛斯特接受德軍醫療照護，也因此成為俘虜。腓特烈·歌賦則接替營長空缺繼續領導作戰。

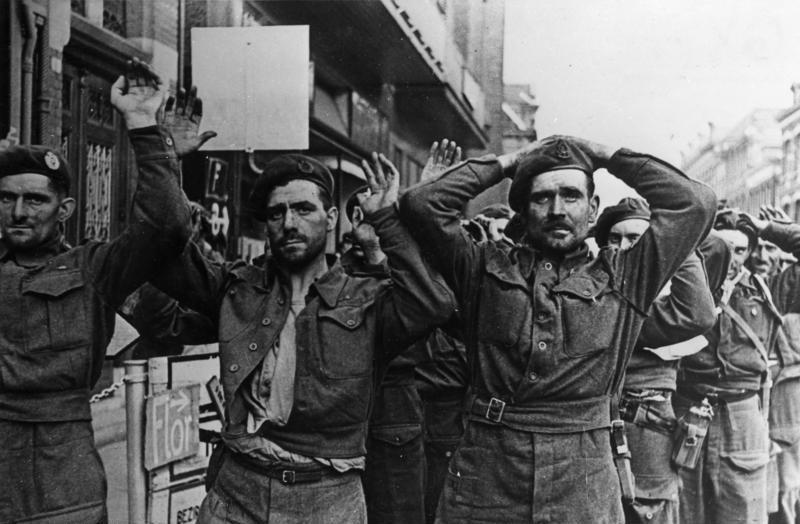
在阿納姆的英軍戰俘

德軍一整天持續消滅包圍圈內的殘餘英軍，並奪下接近橋北端的控制權。德軍甚至大方到允准英軍救護兵運送第1空降旅傷員通過阿納姆大橋南的德軍陣地，到更南方的奈梅亨英軍醫療站接受救治。英軍還活著的殘兵繼續與德軍激戰，打到槍沒彈藥還上刺刀與德軍肉搏，到星期四早上幾乎所有的英軍第1空降旅傘兵都已被德軍俘虜，營部電台發出的最後一則訊息是：「已無彈藥，天佑英皇」 接著就都是溫馨德語音樂莉莉瑪蓮了。
行动之前的预想情况是，英军第1空降师全師约10,000兵力，将只需守住阿納姆大橋桥两天左右即可。但是实际上最终只有740左右的兵力投入守桥。而且在面对比预定计划中强悍得多的敌军攻击下，坚守了超过了预期两倍的时间（四天左右）。在守桥的战斗中，大约有81名英军士兵阵亡，为了纪念这次守桥英军的英勇战斗，战后该桥被重新命名为「約翰福洛斯特」大桥。第82空降师指挥官詹姆斯·M·加文将军将守桥的战斗称为“二战中最令人瞩目的一次伞兵营级战斗”。

#### 欧斯特贝克

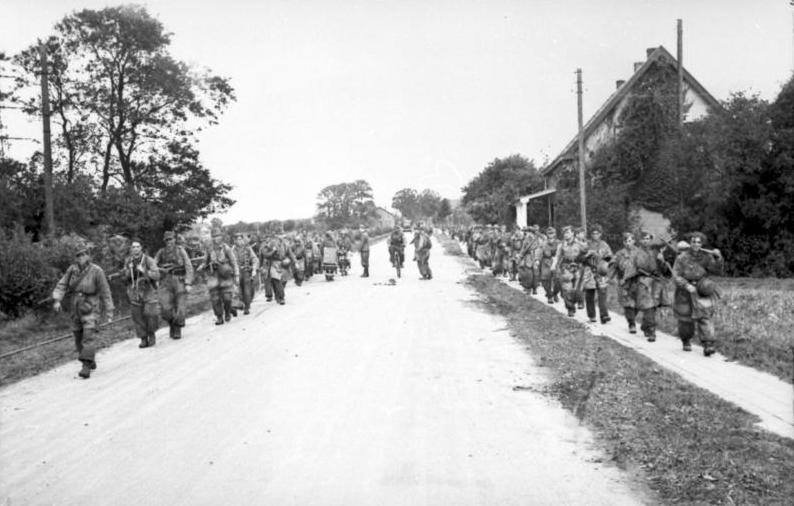
德軍向欧斯特贝克推進

在战场更西面，第1空降师的残部逐渐聚拢在欧斯特贝克，進行最后的頑抗。抵达该处的先頭部队未遭守军猛烈反击，第1和第11空降兵营，再加上第2南斯塔福德郡团，在村子的东面组织防御。他们浴血奋战，成功阻止德军将他们赶离莱茵河边并消灭他们的脆弱桥头堡。
而在欧斯特贝克西面的森林里头，第4空降营奉命试图打通一条通道与师部建立联系，但是一路上遭遇到德军多次袭击，造成大量伤亡。德军装备了火炮，迫击炮和坦克，一些坦克还装备有火焰喷射器。第10营只有60个人在中午过后抵达欧斯特贝克。
在战场的更前面，第156空降营遭受大量德军攻击，被迫在发起反击之前转入防守。幸运的是，德军并不知道盟軍正试图全面撤离该地。整个营在只剩下150人左右的时候，发起了一次刺刀冲锋，占领了森林内一些洞穴，但随后又遭德军反击，被压制在此地长达8个小时。在这一天结束之前，整个营只剩下75个人，他们最终发起了又一次刺刀冲锋并，突破了德军的防线，进入欧斯特贝克包围圈。

#### 奈梅亨

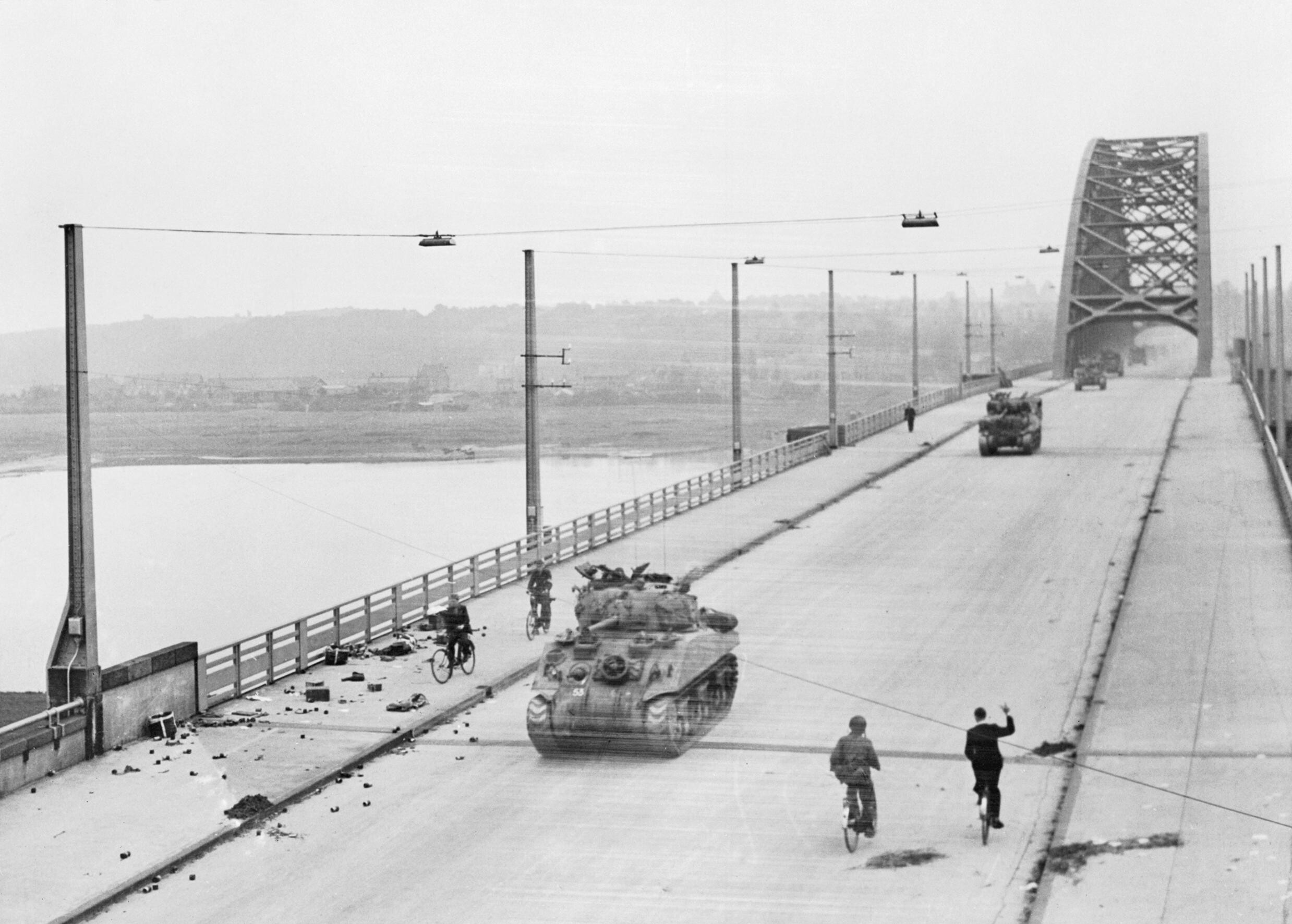
英國第30軍的坦克駛過奈梅亨大橋

在當天中午前到達奈梅亨的目標失敗後，第82空降師要求登陸艇緊急渡河。下午3時，第504傘兵團第3營乘坐26艘突擊艇渡河，但美軍從未受過使用英軍突擊艇的相關訓練。划船過河時缺少短而闊的槳，以致變成狙擊手的靶子。在猛烈的攻擊中，只有一半船隻成功渡過200米闊的河面，攻佔橋樑的北面。在第82空降師第505傘兵團第2營會同坦克攻擊下，德軍在抵抗4天後從橋樑南北兩面撤退，盟軍成功攻佔了奈梅亨大橋。由於傷亡幾乎不亞於奧馬哈海灘，故此次進攻被稱為小奧馬哈。
在東面，德軍對高速公路的進攻進展甚多，佔領了唯一可供坦克使用的橋樑。第505傘兵團第4營在晚上8時發動反攻，將德軍趕回。但是第508團在德軍步兵及坦克進攻下丟失陣地。德軍的計劃是切斷高速公路，斷絕盟軍空降部隊和英國第30軍進攻部隊的連繫。
在南面，第101空降師與數個德軍單位的戰鬥持續，企圖以數輛坦克切斷道路，但由於缺乏彈藥而被逐回。
當英國第2軍團司令鄧普西陸軍中將會見第82空降師師長加文少將聽取戰況時，說道：「我今天會見了全世界最偉大師團的師長。」

### 作戰第五天：1944年9月21日（星期四）

#### 歐斯特貝克

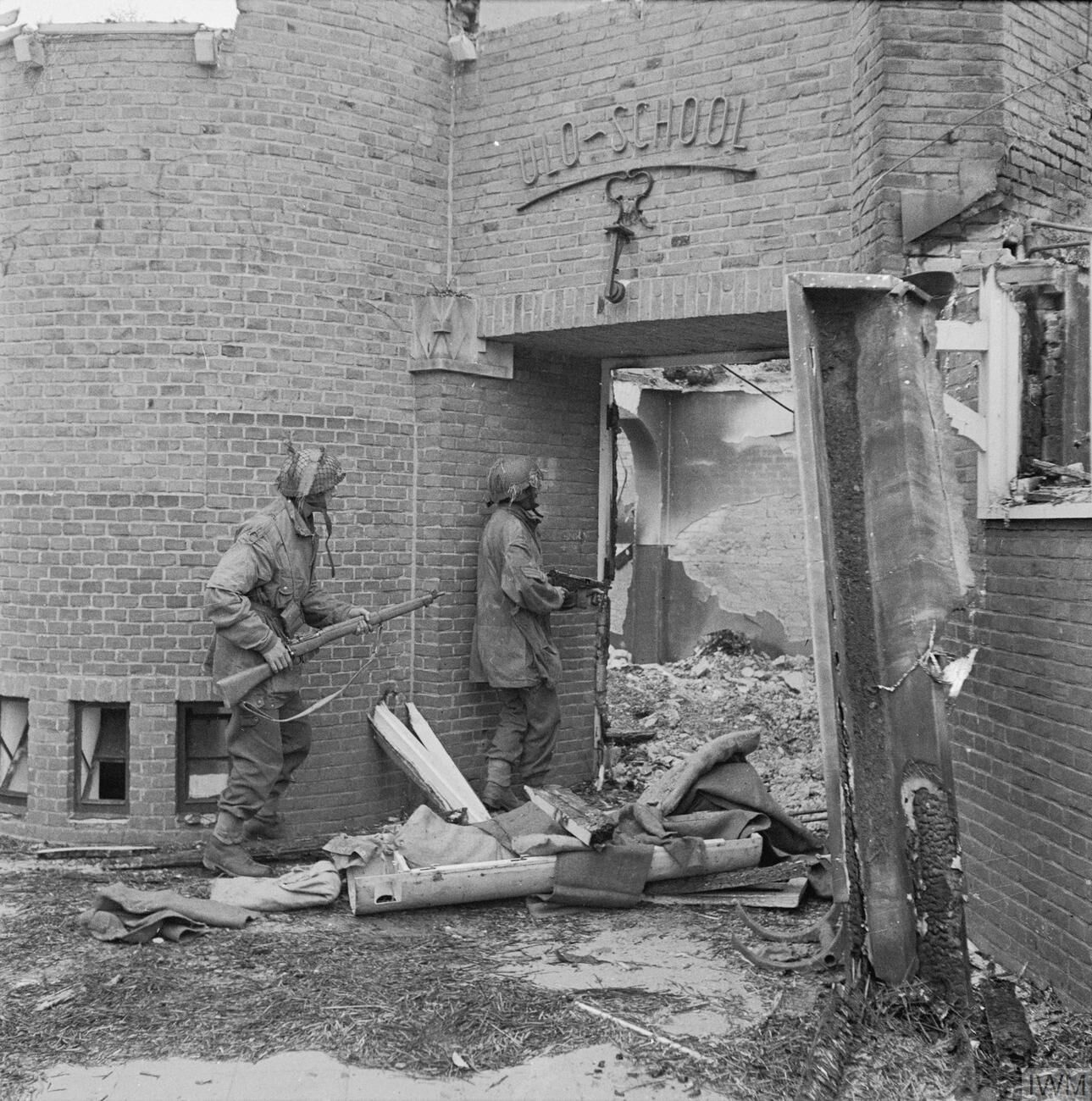
英軍傘兵在歐斯特貝克的荷蘭文學校中搜尋德軍狙擊手

英軍第1空降師大約3,584名殘軍在歐斯特貝克附近的大廈及木屋防守，守衛位於萊茵河北岸的陣地，以待英國第30軍的部隊到達。一整天裏，他們的據點遭到敵軍來自四面八方的進攻。在東南面的朗斯代部隊（第1、第3及第11傘兵營及第2南史太丹佛郡營的殘部），在師部砲兵輕型火炮助戰下，擊退了德軍的主要攻勢。在北面的第7皇家蘇格蘭邊防團在下午遭到攻擊，但他們使用刺刀發動反攻，收復失地；又再向南再推進，攻佔一條狹長的戰線。最猛烈的進攻指向邊防旅團第1營B連，該部控制防衛圈西南部高地上的一片要地。此地俯瞰橫渡迪爾河的霍夫多普渡口，即師團接收自南面而來的增援最直接的渡口。該連使用在法國作戰時俘獲的火焰噴射坦克，在敵軍裝甲部隊及步兵攻擊下，高地最終失守，而他們的反攻也受挫，終被命令撤離。第1空降師情勢險惡，只控制大約700米（700碼）的河岸區，但仍拒絕投降。
在整個行動期間，由皇家空軍斯特林式轟炸機進行的補給嘗試均被德國空軍的戰鬥機干擾。Fw 190戰鬥機在低空迎擊斯特林式轟炸機，將第一輪的10架擊落其中7架，最終共擊落了15架，防空炮火擊落了8架，Fw 190戰鬥機在美軍第56戰鬥機大隊未到達前進出盟軍機群，但第56戰鬥機大隊很快回敬，在離開前擊落了22架Fw 190戰鬥機中的15架。

#### 波兰伞兵投入战斗
在因为天气问题而推迟了两天之后，美空军第61和第314空中运兵部队的114架C-47飞机终于在9月21日將波兰第1独立伞兵旅空運到战场，投入作战。该旅约有三分之二的部队降落在第1空降师对面的莱茵河南岸，靠近一个名为迪爾的村庄处外一个新的空降区，旅部的轻型火炮則被留在英格兰。因为皇家空军配合不佳，加上德国空军飞机不断的襲擾，其余的补给品被空投到离他们足足9英里（15公里）远的地方。本应掩护降落的英国空降部队，此时已经严重减员，并失去联系。最后，第2营和第3营的部分人员，以及该旅医疗连、工兵连、和指挥连冒着德军的炮火在迪尔东部着陆。
原计划是利用渡船过河，增援第1空降师。但他们很快就发现，河对岸已被德军所控制，連渡船都不见了。渡船后来在下游的一處路桥后被发现，但已严重损毁，不堪使用。因为无法达成增援英军的目标，波兰伞兵在迪爾设立防御阵地。在接下来的两个晚上，他们一边抵抗德军围攻，一边尝试从这里出发，进一步穿越莱茵河。白天，英军第1空降师与伴随步兵前进的第三十军直属第64炮兵旅取得了无线电联系，并获得其火力支援。幸运的是，这次的无线电通信一直保持畅通，直到战役结束。第64炮兵旅因之为第1空降师提供了十分宝贵的火力支援。

#### 奈梅亨

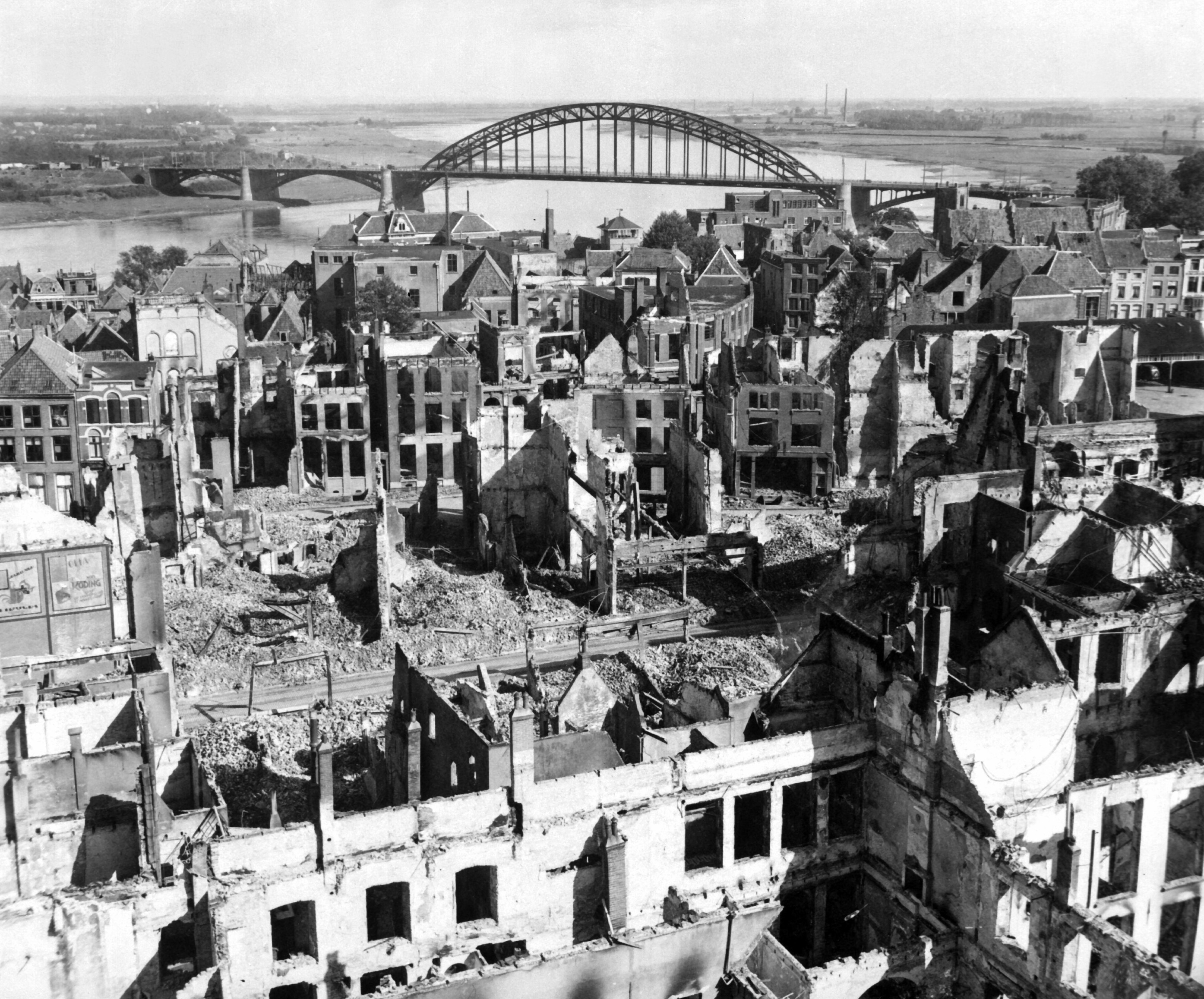
戰役後的奈梅亨

英軍禁衛裝甲師雖然攻佔了奈梅亨橋，並在前一晚掃蕩了該市，之後仍然未能展開進攻。18個小時之後的午夜，霍羅克斯中將表示要暫停推進，以解決部隊之間因奈梅亨戰役產生的差錯，這個決定在很多年後還經常受到爭議。該師的半數兵力已被調往支援美軍第82空降師，以應付德軍意圖切斷進攻先頭部隊的行動。餘部缺乏燃料，又因奈梅亨戰役的艱苦戰鬥而筋疲力盡。市場花園行動端賴一條高速公路兼作進攻路線和補給之用，導致其它單位未能被部署在其它可用路線上，維持進攻動力，因而造成延誤，在師長加文將軍的日記中評論道：「成脊狀的進攻線路已經在這時成形，雖然面對所有困難，我們將要在這道路上跟隨行進，以救援在阿納姆的人們。」歷史學家墨斯·希庭斯寫道：「這反映出英國軍隊的行動拙劣......」。
德軍利用這次延誤佔據橋北面，以支援在阿納姆南部的防線，禁衛裝甲師的進攻受阻於沼澤地，其後停在德軍的防線前。因禁衛裝甲師無力迂迴包圍，第43步兵師被命令接手該領頭任務，接戰敵軍，並與波蘭軍隊在迪爾會師。但是，第43師還在30公里（20英里）外，它們的位置和奈梅亨之間出現交通阻塞，直至翌日星期五。全師此時終於渡過瓦爾河展開進攻。
雖然英國第30軍仍然向前推進，美軍第101空降師也在擴展戰果，但德軍很明顯的已佔上風，繼續沿第30軍的推進路線展開反攻。
下午大約3時正，406架C-47滑翔機運輸機和33架C-47運輸機對第82空降師進行空投補給，大約百分之六十的補給成功送達（351架滑翔機成功抵達），部分補給用於援助荷蘭平民，大部分第82及第101空降師單位已得到英國裝甲部隊的支援，他們的防守任務是保衛高速公路，並沿道路發動小規模攻擊。

#### 維伊肯橋
在第504傘兵團在維伊肯取得勝利後，德軍嘗試從維伊肯橋北面發動攻擊，第504傘兵團要求第101空降師提供協助。在直接進攻時，他們未能接近德軍防線，看來又要攻橋失敗。但第101空降師的先頭部隊攻佔了維伊肯，德軍無力防守，最終被迫放棄維伊肯橋。

### 作战第六天：1944年9月22日，星期五（“黑色星期五”）

#### 阿納姆大桥
在前一天进攻失败损失惨重后，德军变得小心翼翼。他们使用火炮和迫击炮对伞兵们的据点逐一进行猛烈的火力打击，之后再派出部队与据点里残余的伞兵们短兵相接。因为德军进攻阿纳姆桥的战术相当有效，所以在战斗的尾声，有近110门火炮被转移到歐斯特貝克的周围，用于攻击此地。他们被禁止直接对伞兵发动冲锋，而是不断重复使用猛烈的火力轰击，瓦解伞兵们的防御，之后再派出小股部队進行一个个地区，一座座房子的争夺。而英军布置巧妙的数门反坦克炮也使德军不愿意直接发起冲锋，因此英军第1伞兵师僅有1/4兵員在砲火下幸存。

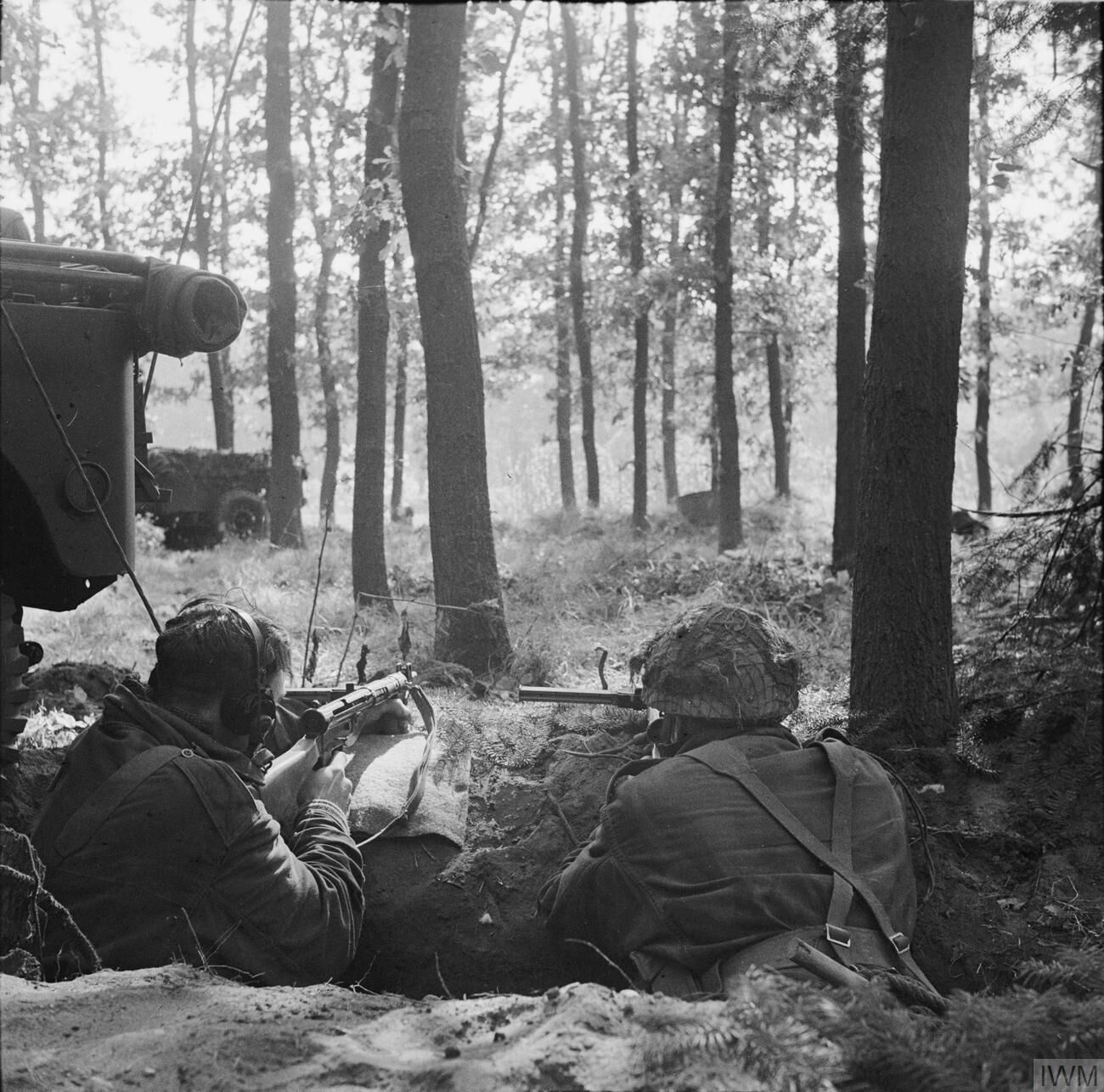
英国伞兵营位于萊茵河的南岸。

而在迪爾村的波兰伞兵尽管无法渡过莱茵河增援英军，但也迫使德军重新部署兵力。德军担心波兰伞兵们会试图重新夺回阿納姆大桥，甚至会切断通往南方的公路，阻挡并伏击武裝親衛隊第10裝甲师，然后阻挡德军精锐装甲师的增援。德军因此从歐斯特貝克的包围圈中抽调出约2400人，调往河南岸的迪爾村，对那里的波兰伞兵发起进攻，但是这支部队并未取得多少实质上的进展。

#### 波兰伞兵与第30軍會合
试图凭借濃雾掩护增援此处的第43师在雾散後直接暴露於德军火力下。尽管如此，他们还是在夜间抵达了Driel村。因为缺乏渡河工具，波兰伞兵当夜再度渡河失败。英军和波兰伞兵部队里的工兵们分頭在莱茵河两岸努力了一整天，试图在架起一座舟桥，以打通两支部队间的联系。但是多次的尝试都因为舟桥被河水沖断而失败，迫使波兰士兵只能冒著河水的强力沖击缓慢渡河。这一次渡河的尝试也被德军发现，因而暴露在德军的猛烈火力之下。最后，在於黎明被迫取消行动之前，只有52名波兰第8伞兵连的士兵活着渡过了河。
尽管盟军牢牢控制了“地狱公路”周围，德军仍然不懈的对其发起攻击。两支装甲混编部队在前夜分别从69号公路两侧的Veghel和Grave村发動攻击，其中一支部队成功的控制了公路，切断交通，阻止了盟军继续向阿纳姆前进。

### 作戰第七天：1944年9月23日（星期六）
德军发觉了波兰军的企图，花了一整天的时间试图把英军赶离河岸边。而英军试图坚守河岸阵地，攻防的双方都受到了沉重的损失。德军同时也对河南岸发起进攻，试图消灭該處的波兰军，但是第30军下轄的一批坦克及时赶到，挫败了德军企图。加拿大部队所配备的冲锋舟和工兵们也在同日抵达，因此他们当夜再次尝试渡河，波兰军第3伞兵营的150个士兵渡过了莱茵河。
在更南部的战场上，德军放弃了对69号公路的进一步攻击，但是他们仍然控制着这条公路。第30军将下属精锐裝甲师的一部派往南面12英里（19公里）处发起攻击以试图重新奪回公路的控制权。剩下的部队则被迫继续等着配属的步兵跟上来，尽管那些步兵们距离阿纳姆已经只有区区数英里而已。

### 作戰第八天：1944年9月24日（星期日）
另一支德軍成功地攻擊了通往南方菲豪的公路，在晚上建立了防禦據點，這令盟軍弄不清情況有多危險。但市場花園行動的基本目標，如渡過萊茵河，在這天基本上被放棄了。盟軍決定在奈梅亨建立新防線，但在星期日晚上仍嘗試以多塞特郡團第4營增援英軍第1空降師，其中兩個連被運送過河，但是登陸的地點被錯誤告知，導致多塞特郡團在數個德軍預備好之陣地中間上岸。由於在登陸時就被分散及並立遭夾擊，渡河的315名士兵中只有75人到達歐斯特貝克，其餘全數被俘。在這次失敗後，盟軍決定將第1空降師撤出萊茵河北岸的橋頭堡。

### 作戰第九天：1944年9月25日（星期一）
最後，英軍第1空降師接到渡過萊茵河撤退的命令，但直至晚上才實施。正掙扎求存的該師在陣地使用前一天的保守策略，而德軍派出了兩個武裝親衛隊戰鬥群在東部狹長的戰線上發動攻擊，最終突破了薄弱的防線，該師因而情勢危殆。但德軍於深入英軍戰線後遭遇頑強抵抗，並遭第64砲兵旅的炮擊所阻。
每一次戰術行動都令英軍感覺到其危險的處境沒有改變。第1空降師在晚上10時開始撤退。英國及加拿大軍工兵，在北岸的波蘭第3傘兵營的掩護下，運送部隊渡過萊茵河，至翌日早上共撤出了2,398名倖存者。當德軍在之前一天晚上開火阻止撤退時，有300人在北岸向德軍投降。在萊茵河北岸戰鬥的第1空降師及其它單位，共約10,600人中，共有1,485人陣亡及6,414人被俘，其中三分之一受傷。
在南面新到達的英軍第50步兵師攻擊德軍控制的公路，在翌日攻佔。盟軍在奈梅亨的突出部在9月至10月均在傘兵的控制下，及在1944年11月交給加拿大第1軍團駐守至1945年2月。當時盟軍實施真實行動，在萊茵蘭向東進攻以代替向北攻擊阿納姆。

### 傷亡人數

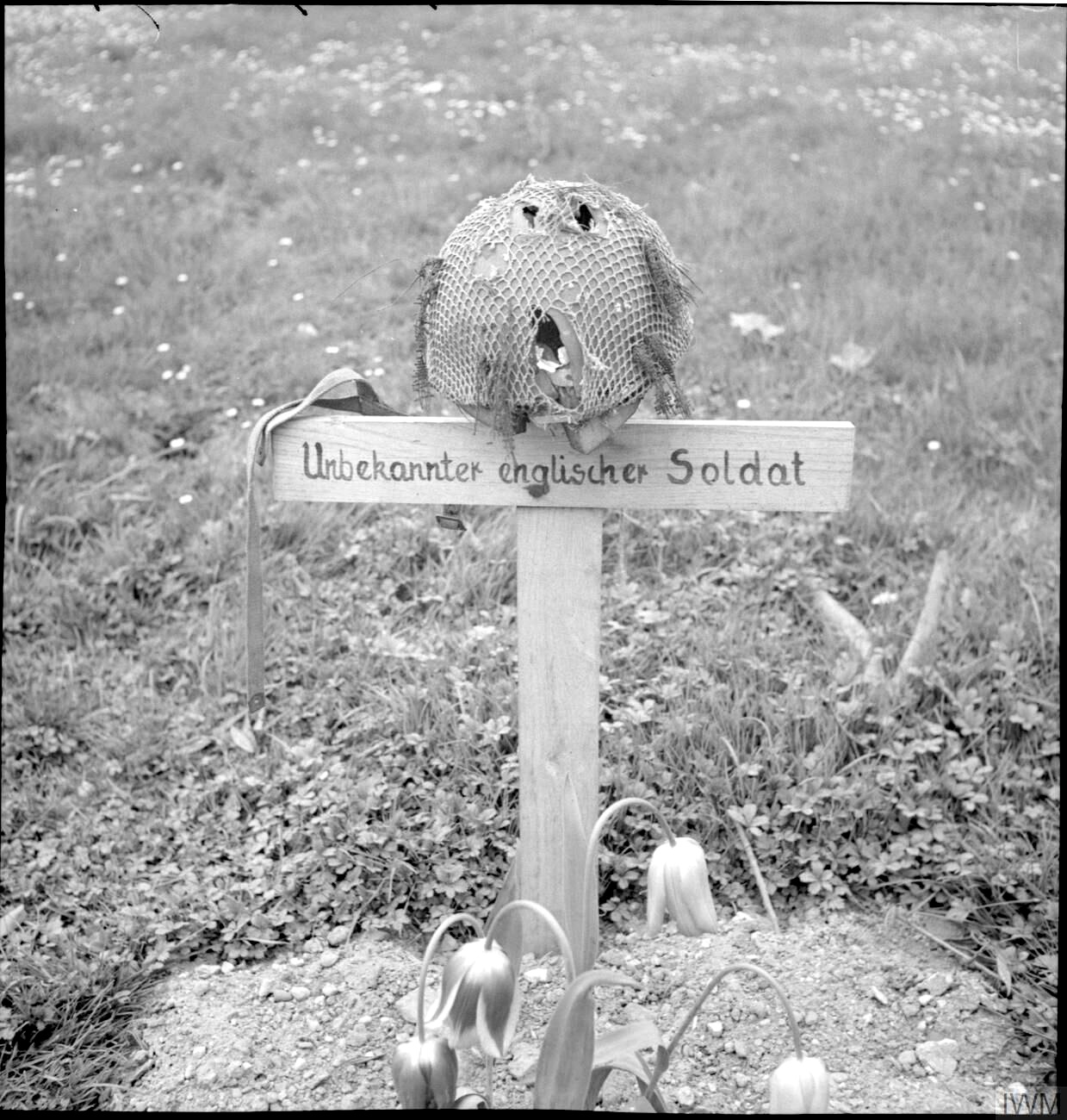
在阿納姆一名姓名不詳的盟軍傘兵墓地，攝於1945年解放阿納姆後

第30軍遭受的傷亡不到1,500人，而形成鮮明對比的是第1空降師遭受8,000人傷亡。好幾個側翼的英軍單位在第30軍到達前已經與傘兵部隊取得聯繫，並直到行動結束前仍繼續戰鬥以支援他們。付出較高代價的第101空降師除與當地的德國守軍爭奪外，他們也在第30軍前進時阻擊德軍撤退。
| 傷亡       | 合計            | 總計           |
| ---------- | --------------- | -------------- |
| 荷蘭平民   | 少於500人       | 少於500人      |
| 德國       | 7,500–10,000人  | 7,500–10,000人 |
| 英國及波蘭 | 11,588–13,226人 | 15,130–17,200  |
| 美國       | 3,542–3,974人   | 15,130–17,200  |

## 結果
|  | 市場花園行動是個失敗的高風險作戰。盟軍於1944年聖誕節前結束戰爭的計畫並未成功。 |

### 盟軍戰略及策略爭論
市場花園行動基於種種原因而成為一場頗具爭議的戰役，盟軍的戰略及策略帶來很多爭論。該行動是盟軍在歐洲戰場的最高級指揮官爭論後的結果，戰前分析討論過的其它很多選擇項均被排除在外，例如首先攻佔斯海爾德河口。

#### 樂觀計劃
該計劃引起眾多爭論的地方是，所有橋樑均必需成功攻佔，但地形上不適合英國第30軍完成其使命，布列里頓命令所有沿第30軍前進路線的橋樑均應該「快速到意料之外的佔領」，因此令人突然回想到，該計劃很少強調空降部隊直接空降在橋上，以立即佔領這些重要橋樑。在菲豪及Grave就是這樣做，大橋在短暫戰鬥後就被攻佔了。
決定把第82空降師空降在距離奈梅亭大橋數千米外的格羅斯比克高地，亦受質疑，因為這對攻佔大橋造成重大延誤。布朗寧及加文均考慮堅守高地以作為守衛高速公路的緊要部分。加文傾向於將空降地點盡量靠近目標，並願意在最初空降中承受較大傷亡，因為他相信較遠的空降區會降低成功機會。但是第82空降師負責守衛突出部的中心，他和布朗寧決定堅守高地是第一優先，連同第1空降師在阿納姆的延誤，令阿納姆大橋未能供盟軍使用，德軍因而爭取得重要的數小時獲得增援以堅守大橋。
在阿納姆，皇家空軍因在特倫的高射炮而拒絕在接近目標大橋的北部實施空投。另一個在大橋南面的適當空投地點亦被否決，因為這裡是一片沼澤地，不適宜運載重型裝備的滑翔機降落。缺乏經驗的烏奎特聽從了皇家空軍的論點，因此3個主要空降區域與大橋相距8至10公里，而第4個相距13公里。
第30軍的行動亦被質疑，其進攻廣遭認為缺乏主動。例如第30軍直至攻勢第1天下午才發起進攻，又因包圍圈的德軍頑抗而延誤。因而需要工兵維修被破壞的大橋無法修復。在計劃中，在9月19日下午應該要到達阿納姆，而他們才到達奈梅亨。其最主要的延誤是因需要支援第82空降師對奈梅亨及其大橋的進攻而引致的。渡河後，據稱皇家禁衛軍等候了18個小時才恢復進攻；在魯賓·亨利·塔克二世陸軍上校（第504傘兵團司令）的用詞中寫道：「皇家禁衛軍......停下來喝杯茶」。然而，這當然不是真的（此指誤解英國士兵在任何情況下均會喝茶的習慣），塔克的言論總結了他所見的美軍及第30軍的表現，馬修·李奇微認為英國軍隊因冷漠無情及缺乏企圖心而表現未如理想。

#### 天氣
行動時間表受天氣影響而不固定，使得美軍第101空降師在開始作戰的前兩天缺乏炮火支援，第82空降師在第一天亦缺乏炮火支援，其步兵團到第四天才由滑翔機空降。英軍第1空降師的第四旅直到第五天才空降。完成空降的時間越長，每個師集中防守空降區域的時間也更長，從而削弱其進攻能力。

#### 該行動的優先性
在行動開始前數星期，英軍攻佔安特衛普及其所有港口設施，該行動可令盟軍的補給線大為縮短，並包圍在斯海爾德河口南部由古斯塔夫·阿道夫·馮·查根上將轄下的德國第15軍團80,000人。但是查根的士兵及大部份重型裝備包括火炮，以船運撤入南貝弗蘭半島。9月時，盟軍只需從安特衛普向前推進24公里（15英里）便能封鎖南貝弗蘭半島，但是由於所有物資支援均以市場花園行動為優先，加拿大第1軍團在安特衛普停止前進，並在10月份於斯海爾德河戰役中付出數以千計傷亡的代價。在市場花園行動後的一段時間內，直至11月28日，安特衛普均未能發揮作用。到10月1日，超過240艘盟軍運輸船仍在海上等候，因為在歐洲大陸缺乏可用的港口而未能卸下貨物。

#### 非佔領的戰術行動
阿納姆大橋並不是唯一跨越萊茵河的大橋。事實上，如果有市場花園規劃者認識到在德里爾有渡輪可以使用，弗羅斯特的傘兵很可能已攻佔德里爾，而不需要進攻阿納姆大橋，使該戰役結果完全不同。因為該處距離西面的空降及著陸區更近- 整個第1旅可能已集中守衛歐斯特貝克的高地，而不是只有一個營在較遠的道路橋樑。在這種情況下，阿納姆是“一座多餘的橋”。相反的意見是，攻擊到阿納姆是為了佔領鐵路橋、浮橋和道路橋樑，結果是鐵路橋在弗羅斯特的第2傘兵營面前被炸毀，浮橋亦有一些部分已被拆除，只留下一座完整的公路橋樑。顯然，Heveadorp的渡輪是無法取代橋樑的。
至少，在第30軍向北推進，他們可能到達南端並攻佔該地（如果近衛裝甲師的5輛謝爾曼坦克未被德軍陣地擋在雷森），打破封鎖，再進入北方的其他地點。或有較小的可能與弗羅斯特的部隊會合。這被認為“缺乏勇氣”的行動在當時造成了一些困難，但在當時這一事件被加文以外的其他參與者所質疑。軍士彼得·羅賓遜（禁衛裝甲師擲彈兵）說：“在奈梅亨的橋沒有被佔據……我們到達盡頭就馬上有一個路障。因此，部隊的軍士掩護我通過，然後我到了另一邊及掩護其餘部隊通過。我們仍在作戰…我們沿著這條道路到鐵路橋；…我們不斷作戰…。我突然意識到，他們是美國人。他們從溝渠跳了出來，向坦克直衝，向槍口直衝，因而他們失去了很多同僚…我收到的命令是接戰，而美軍上校…對我說的第一件事是'我要投降'。
第30軍司令主張另一條行動路線。在西面約25公里（16英里）的雷寧有另一座類似於阿納姆大橋的橋樑，在他預計是不設防的，因為所有的部隊都指向歐斯特貝克。這是正確的，但部隊從未獲准攻佔這座橋樑。如果獲准，幾乎可以肯定能在毫無抵抗下迂迴德軍防線的後方。這時候，蒙哥馬利似乎更關心的是德國進攻市場花園行動的冗長'尾巴'。

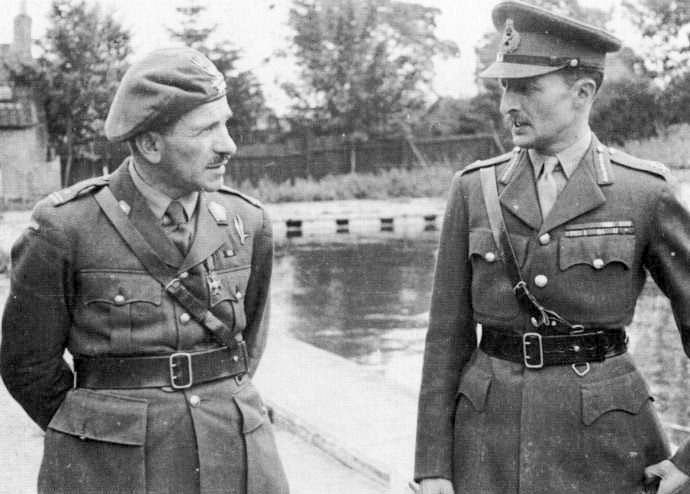
施塔尼斯拉夫·索薩波夫斯基將軍（左邊）與布朗寧將軍

儘管英雄主義作祟，做了錯誤的選擇且忽略了機會。滑翔機飛行團司令曾要求小股隊部隊乘滑翔機降落在阿納姆大橋南面以快速攻佔但被拒。這令人吃驚。在諾曼第，英軍第6空降師已利用過這種直攻咽喉的戰術攻佔一些小橋樑，如飛馬座大橋。在英國，英軍第52（低地）步兵師司令的部隊預定飛入被攻佔的機場，他要求他的上司，讓一個旅乘滑翔機降落，以協助厄克特少將被困的部隊。布朗寧拒絕了該提議，“情況比你所想的好”，並重申他打算按計劃使第52師飛往代倫機場。這或許是幸運的，若滑翔機在敵軍發現前降落在不設防的著陸區，可能會導致災難。但是，還有一個機場在貝克附近，第52低地師可以在這裡降落。而第1輕型反坦克連在9月26日於該處降落。波蘭第1傘兵旅旅長施塔尼斯拉夫·索薩波夫斯基少將準備嘗試在迷霧中冒險空降以隱藏部署，但再次被拒絕。
市場花園行動是一個冒險的計劃，需要願意在小單位戰術層級上賭博。不幸的是，在這一層級不可能要求詳細規劃和領導才能。第1空降師不具有全師作戰的經驗，但被授予攻佔最困難的遙遠目標。第30軍也批評了“不能”按時間表作戰，但延誤是因為一座橋被毀，及在奈梅亨受阻（如未延誤，就能在時間上補償因在貝雷建橋而造成的延誤），也是由於加文未能在第一天攻佔橋樑。它的主要單位，近衛裝甲師，是由指揮官（艾倫·代爾）率領。蒙哥馬利曾試圖在D日之前將他免職。這一行動由於代爾的名氣被阻止。加文表示，遺憾的是，他的師最重要的任務（赫魯斯貝克和奈梅亨）交給了第508傘兵團，而非他最好的，塔克的第504傘兵團。

#### 情報失誤
雖然與美軍空降師合作良好，在阿納姆的荷蘭地下抵抗組織卻被英軍所漠視，這有一個很好的理由：英國在荷蘭的情報網在此前遭到彻底的摧毁—即所謂的英國遊戲。它只在1944年4月發生過一次，但或許就此假設荷蘭地下抵抗組織亦被相似的滲透，因而英國情報機構盡量減少和當地的連繫，美軍單位由於沒有這方面不好的經驗，因而主動利用荷蘭人的協助，結果証明，光是對迪爾渡口的簡單認識，或地下秘密電話網絡，亦能改變整個行動的結果，特別是盟軍的無線電設備發生故障，未能作出回應。後一點至關緊要：這令英國第30軍及空降最高司令部可知道阿納姆當地緊急的情況。
戰爭結束後，一些人聲稱荷蘭地下抵抗組織被完全忽視，一名曾在盟國遠征軍最高司令部內進行反情報工作的荷蘭高級官員奧瑞斯特·賓圖出版了一本非常著名的書《驚懼黑書》，部分回憶錄及部分反情報的手冊，賓圖在第二次世界大戰中改名為瑪塔·哈里。他聲稱一名荷蘭地下抵抗組織的領袖、外号叫「金剛」的克利斯欽·林德曼（"King Kong" to his men）是德國間諜，並已透露市場花園行動的細節給德國人，「金剛」林德曼在1944年10月被捕，在1946年等待被審訊時自殺。1969年，法國新聞記者兼歷史學者安妮·勞倫斯總結林德曼是一名雙重間諜。

#### 盟軍的回應
蒙哥馬利稱市場花園行動有百分之九十是成功的，並說：
雖說我有錯誤、天氣惡劣、武裝親衛隊第2裝甲軍又出現在阿納姆，但就我自己—一偏之見—的看法，如果在行動開始時有充足的支援，給予充足的飛機、地面部隊、及其它必需物資，該行動應已成功。我對市場花園行動始終不渝的支持。
艾森豪威爾在寫給厄奎特的信中講到：「在這場戰爭中，從無任何單位在單一行動中比貴師從9月17日至26日九天的行動中，更加激勵我，更令我欽佩。」蒙哥馬利自估：「在將來的歲月裡，人類最偉大的說法是：『我曾在阿納姆戰鬥過。』」

### 盟軍在「市場花園」之後的戰鬥

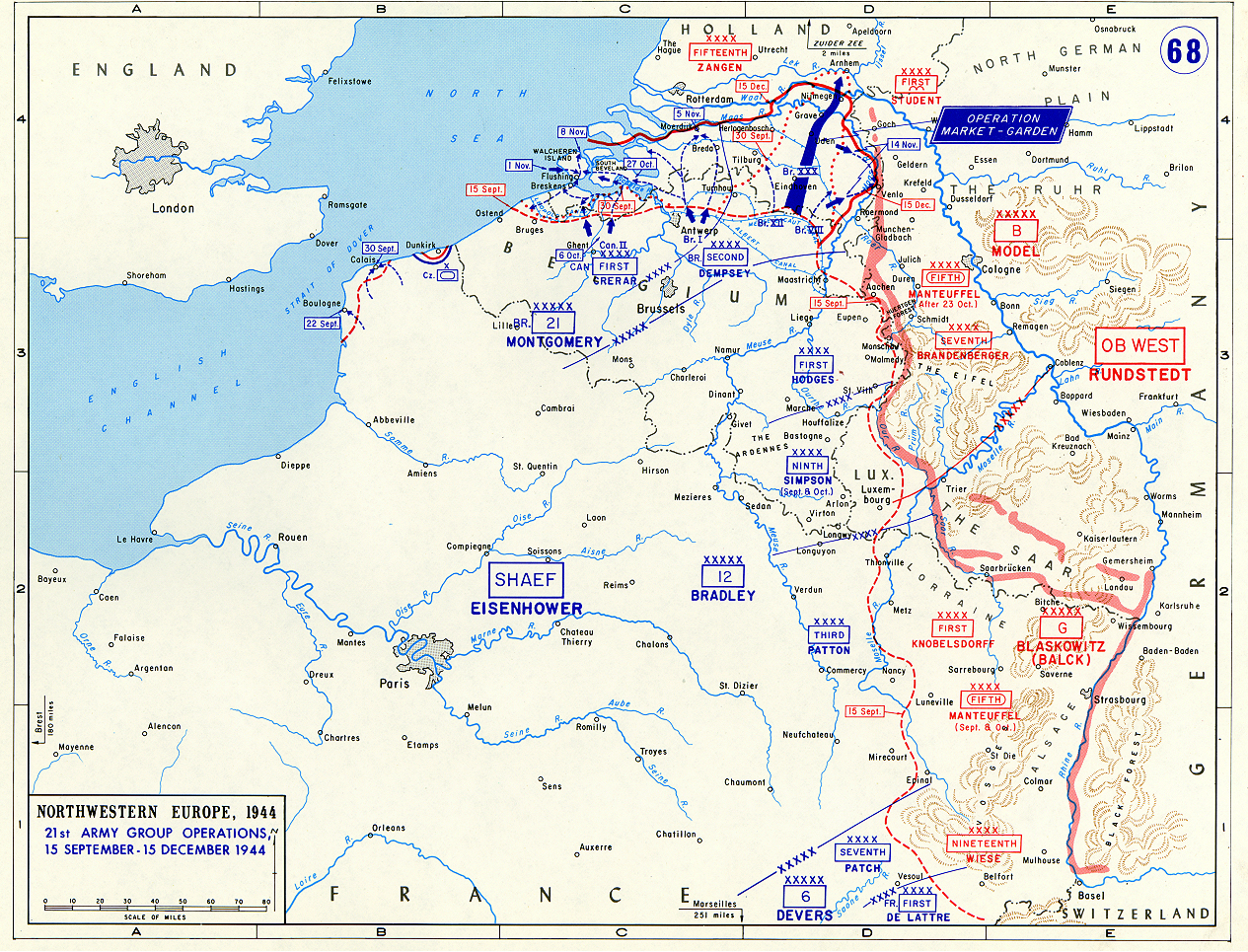
「市場花園行動」之後，盟軍與德軍在低地國的形勢圖

由於未能在市場花園行動中建立橋頭堡渡過萊茵河，盟軍繼續在荷蘭南部的兩條戰線上發動進攻，以確保運輸船隻安全駛入重要港口安特衛普。他們向西向北兩面進攻，在斯海爾德河戰役中攻佔斯海爾德河口。盟軍亦在安特里行動中向東進攻以攻佔默茲省分界線形成的天然突出部，這次對在默茲河以西接近芬洛之德軍橋頭堡的進攻對盟軍帶來無從預計的延誤，包括歐路恩鎮戰役。
1945年2月，在真實行動中，盟軍由在市場花園行動中攻佔的格羅斯比克攻進德國境內，又在3月的戰利品行動中渡過萊茵河，由於戰利品行動的成功，阿納姆最終被加拿大第1軍團經兩天戰鬥後於1945年4月14日解放，而在荷蘭西部的殘餘德軍於5月5日簽署了降書，宣佈投降。

#### 荷蘭飢荒
行動失敗後的一個悲慘的後果是冬季飢荒（Hongerwinter）。在戰鬥中，荷蘭鐵路工人在位於倫敦的荷蘭政府煽動下罷工，以助盟軍進攻。德國以禁止食品運輸作為報復。成千上萬的荷蘭公民在之後的冬季餓死。

### 紀念館和紀念

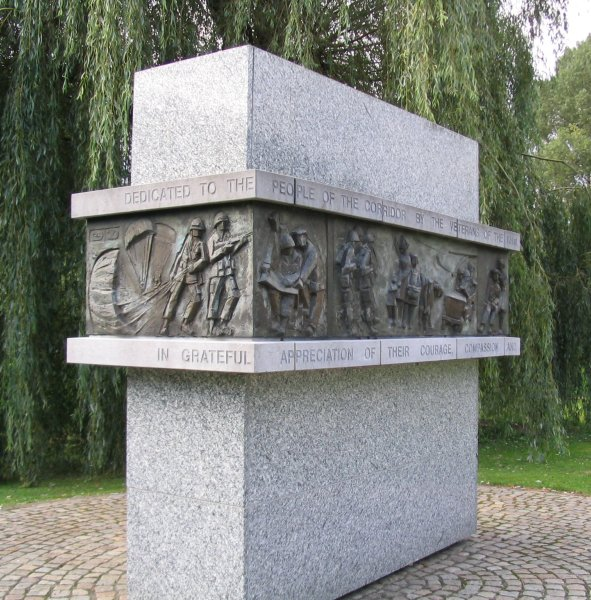
在荷蘭聖烏登羅德的紀念碑

英國人奮力爭奪這座珍貴的阿納姆大橋，並沒有在戰爭中遺留下來。為穩定萊茵河以南的戰線，美國陸軍航空軍第344轟炸機中隊的B-26掠奪者式轟炸機在10月7日炸毀這座橋樑，以阻止德軍使用。它在1948年為另一條外觀類似的橋樑所取代，並在1977年12月17日被更名為約翰·弗羅斯特橋。

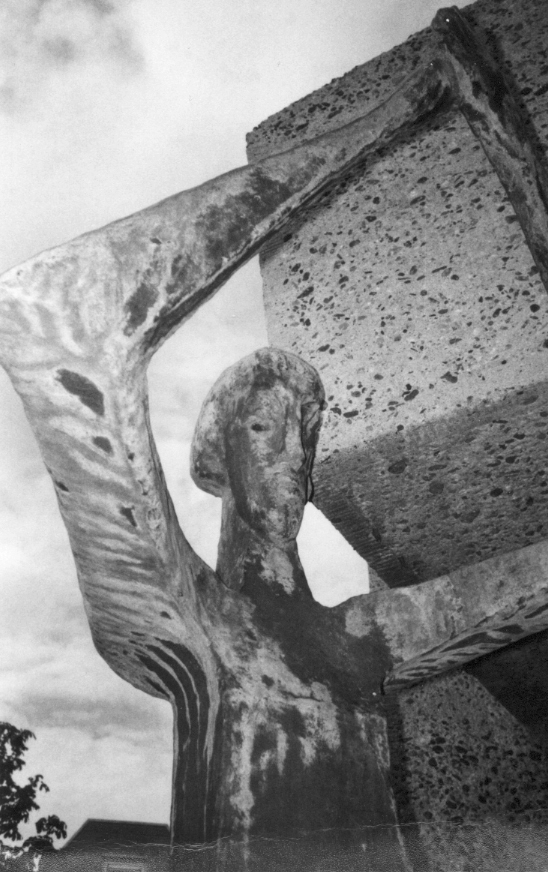
在德里爾的波蘭軍紀念碑

有一系列的紀念碑在阿納姆地區。靠近阿納姆一個紀念碑文上寫道：“致海爾德蘭居民；50年前，英國和波蘭空降部隊士兵在此進行極端不利的戰鬥，以打通進入德國的道路，並促使戰爭早日結束。雖為我們帶來死亡和毀滅，但我們從未埋怨過他們。這個石碑標誌著我們欽佩你們的勇氣，特別是婦女還記得照料我們的傷員。在之後漫長的冬季，你們的家人冒死掩護盟軍士兵和空軍官兵，而由抵抗組織成員引領著獲得安全。”
1994年9月16日，第101空降師的老兵在聖烏登羅德建立“荷蘭紀念碑”。紀念碑是對退伍軍人及居民的一份禮物，因他們與美軍並肩作戰，更令人驚訝救濟的美軍士兵。在紀念碑上刻有英文寫道“第101空降師的退伍軍人獻給人民的走廊，對他們的勇氣、同情和友誼表示讚賞和感謝”。

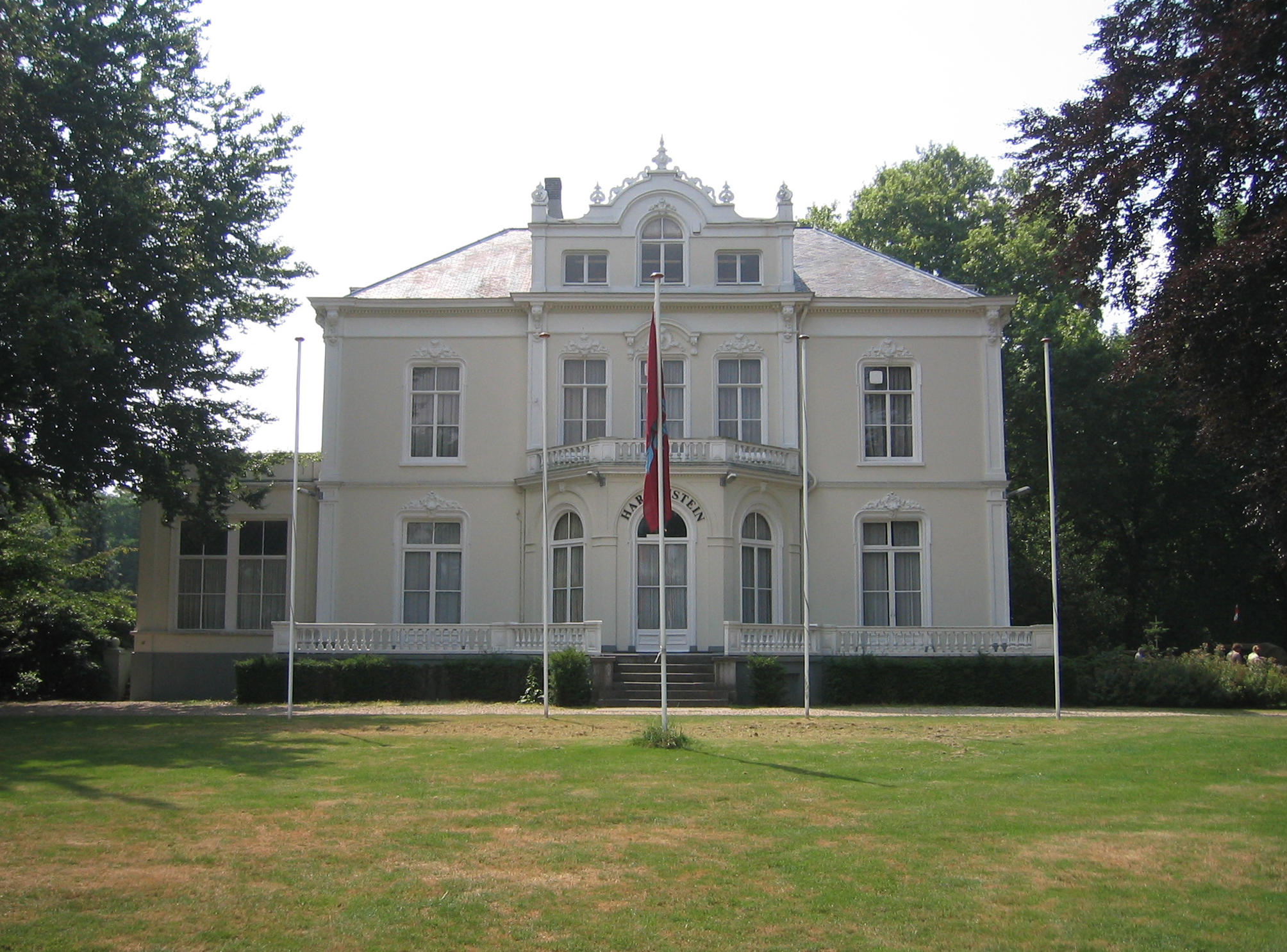
哈滕斯坦的空降博物館

2006年5月31日，波蘭第1獨立空降旅被荷蘭貝婭特麗克絲女王授予威廉軍事獎章以嘉許他們於1944年市場花園行動期間在阿納姆的英勇。而美軍第82空降師在此前的1945年10月8日亦被授予同一獎章，以嘉許他們於該行動中英勇作戰。
在荷蘭幾個博物館被貢獻給市場花園行動，其中包括：在赫魯斯貝克的民族解放博物館，在斯海恩德爾的解放之翼博物館公園，和在歐斯特貝克的哈滕斯坦空降博物館。

## 媒體
市場花園行動是1946年電影“他們的是光榮”的題材。這部電影混合該戰役的原本片段重新製作，拍攝地點就是在阿納姆。許多扮演傘兵的演員實際是參加該戰役的士兵。有些的更扮演自己，包括凱特·特爾·霍斯特、弗雷德里克·高夫、約翰·弗羅斯特和斯坦利·麥可斯特，他是在阿納姆前線發出扣人心弦報導的加拿大記者。
“奪橋遺恨”是根據考李留斯·雷恩（Cornelius Ryan）1974年出版的同名書籍在1977年拍攝的史詩式戰爭電影。它由威廉·高文改編，導演是理查德·阿滕伯勒，並有一個全明星陣容。與之前的電影不同 - 它全面地描述了包括英國、美國、德國、波蘭和荷蘭参与的整個行動。在該戰役中第101空降師第506傘兵旅的行動被HBO频道摄制成为的電視短劇集“諾曼第大空降”中的一部分。
1997年的策略遊戲近距離作戰：奪橋遺恨完全以市場花園行動為中心。在它的幫助檔案也包含歷史典故，以及在玩該遊戲時可看到歷史影像。电子游戏戰火兄弟連：地獄公路從第101空降師第502傘兵旅一群士兵的角度重新描述市場花園行動的部分故事。英雄連隊：火線對決從德軍裝甲和步兵師士兵的觀點描述圍繞市場花園行動的戰事。在代號：裝甲鋼行動第1階段，集中描述盟軍在市場花園行動中的任務。2002年的遊戲榮譽勳章：前線是講述一名傘兵在市場花園行動中跳傘進入荷蘭作戰的故事。他越過奈梅亨大橋，在阿納姆會見了一名情報員。及2007年的榮譽勳章：空降神兵的第四關卡是講述第82空降師的傘兵攻佔奈梅亨市鎮和奪橋的作戰。

### 引用
1. ↑  除了荷兰抵抗組織參與了行動外，還有建制上隸屬於英國陸軍第三十軍的荷蘭人部隊——皇家荷兰机械化步兵旅。
2. 1 2 3  Stephen Badsey
3. ↑  Ellis, Pg 55
4. ↑  Ellis, Pg 55. 3,800人在戰鬥中被俘，其中很多人受傷，300名後衛部隊及400名醫生和其他醫護人員
5. ↑  Ellis, Pg 56 官方記錄第2軍團從9月17日至9月26日共有3,716人傷亡；Ryan, Pg 456 說第2軍團的傷亡如下：第30軍1,480人，第8軍及第12軍共3,874人
6. 1 2 3  Ryan, Pg 456
7. ↑  事實上此時盟軍只派得出49個師
8. ↑  Ryan, Cornelius A Bridge Too Far. 1974. p. 49
9. ↑  Hastings, p.36.
10. ↑  Murdo Macleod, Why Bridge Too Far attempt was doomed （页面存档备份，存于）, Scotland on Sunday, January 8, 2006
11. ↑  “A bridge too far”（1970）書中提及，英軍營長約翰·福洛斯特與武裝親衛隊畢特利希中將談判，願以自己被俘換取負傷英軍自由後撤以接受醫療。畢特利希答應後也信守承諾。所以戰後英軍士兵頗讚譽「約翰·福洛斯特」善待士兵
12. ↑  Warren 1956，第137-138頁
13. 1 2  Hastings, p. 54
14. ↑  Ryan, p. 457 韋恩報告在阿納娒地區的平民傷亡少於500人，而他聽說整個市場花園行動地區共有接近10,000人死亡、受傷或失踨。
15. ↑  Ryan, p. 457
16. ↑  Ellis, p. 56：英國第2軍團從9月17至26日共有3,716人傷亡。
17. ↑  Ryan, p. 457.英軍傷亡共有13,226人傷亡，英軍第1空降師（包括波蘭傘兵及駕駛員）: 7,578人，損失滑翔機及空中運輸機駕駛員：294人，英國第8軍及第12軍：3,874人，英國第30軍：1,480人。
18. ↑  Ellis, p. 56
19. ↑  Ryan, p. 457 美軍第82空降師：1,432人，美軍第101空降師：2,118人，損失滑翔機及空中運輸機駕駛員：424人。
20. ↑  諾曼地大空降，補充兵 2001. David Nutter.
21. ↑  Hastings, p. 36
22. ↑  Ryan, p.106
23. ↑  Hibbert, The Battle of Arnhem, pp. 40-45
24. ↑  Neillands 'The Battle...', p. 132
25. ↑  Robinson in Neillands 'The Battle...' pp. 120-121
26. ↑  Ryan 1974，第482頁
27. ↑  Brereton 1946，第354頁
28. ↑  Otway 1951，第271頁
29. ↑  Laurens 1971，第168-169頁
30. ↑  Laurens 1971，第180-181頁
31. ↑  Montgomery 1947，第243頁
32. 1 2  Montgomery 1958，第298頁
33. ↑  . October 1944.
34. ↑  Ellis 2008，第109-127頁
35. ↑  Ellis 2008，第158-162頁
36. ↑  Ellis 2008，第253-277頁
37. ↑  Ellis 2008，第279-294頁
38. ↑  Ellis 2008，第313-315頁
39. ↑  Ellis 2008，第416-420頁
40. ↑  Middlebrook, p449
41. ↑  Ramsey 1973，第8頁
42. ↑  Frost, preface p16
43. ↑  . （原始内容存档于2008-06-08）.
44. ↑  .   [2010-03-30]. （原始内容存档于2011-08-19） （荷兰语）.
45. ↑   (PDF). （原始内容 (pdf)存档于2009-02-26） （波兰语）.
46. ↑  .   [2010-03-30]. （原始内容存档于2019-05-23）.
47. ↑  .   [2021-09-25]. （原始内容存档于2021-02-27）.
48. ↑  .   [2010-03-30]. （原始内容存档于2017-09-28）.
49. ↑  Bennett 2008，第268-269頁

### 书籍
- Max Hastings. . New York: Vintage Books. 2005 (reprint). ISBN 978-0-375-71422-1.
- Cornelius Ryan. . Coronet Books. 1974. ISBN 978-0-340-19941-1.
- Tim Saunders. . Pen & Sword Battleground Europe. 2001. ISBN 978-0-85052-837-4.
- Tim Saunders. . Pen & Sword Battleground Europe. 2002. ISBN 0-85052-861-1.
- Tim Saunders. . Pen & Sword Battleground Europe. 2001. ISBN 978-0-85052-815-2.
- Russel Weigley. . Indiana University Press. 1990 (reprint). ISBN 978-0-253-20608-4.
- Dr. John C. Warren. . Air University, Maxwell AFB: US Air Force Historical Research Agency. 1956. USAF Historical Study 97.

## 延伸阅读
- Clark, Lloyd. Arnhem: Operation Market Garden, September 1944. Thrupp, Gloucestershire: Sutton Publishing, 2003. ISBN 978-0-7509-2835-9.
- Frost, John A Drop Too Many. London: Cassell, 1980. ISBN 978-0-304-30717-3.
- Keegan, John. Six Armies in Normandy: From D-Day to the Liberation of Paris. New York: Penguin, 1994. ISBN 978-0-14-023542-5.
- Kershaw, Robert J. It Never Snows in September. The German View of Market-Garden and the Battle of Arnhem. Hersham, Surrey: Ian Allan Publishing, 1994.  ISBN 978-0-7110-3062-6.
- MacDonald, Charles Brown. The Siegfried Line Campaign. The United States Army in World War II. Washington, D.C.: Center of Military History, U.S. Army, 1963.
- Piekalkiewicz, Janusz. H. A. Barker and Arthur J. Barker, trans. Arnhem 1944. Hersham, Surrey: Ian Allan Publishing, 1977. ISBN  978-0-711-00826-7.
- Powell, Geoffrey. The Devil's Birthday: The Bridges to Arnhem, 1944, rev. ed. London: Leo Cooper, 1992. ISBN 978-0-85052-352-2.
- Powell, Geoffrey. Men at Arnhem, rev. ed. (first edition published under "Tom Angus"). London: Leo Cooper, 1998. ISBN 978-0-907675-71-6.
- Wilkinson, Peter. The Gunners at Arnhem. East Haddon, Northampton: Spurwing Publishing, 1999. ISBN 978-0-9535754-0-4.

## 外部連結
- WW2DB: 市場花園行動 （页面存档备份，存于）
- All the World's Airborne Operations （页面存档备份，存于）
- The Pegasus Archive
- marketgarden.com: The Digital Monument （页面存档备份，存于）
- Operation Market Garden: Last Stand at an Anhem Schoolhouse article by Niall Cherry
- Illustrated article on Operation Market Garden at Battlefields Europe
- Airborne Warfare by LTG James M. Gavin （页面存档备份，存于）
- 自杀式冒险：空降兵夺桥 （页面存档备份，存于），纪录片